# ハリーオン系
ハリーオン系（ハリーオンけい、Hurry On line）とはサラブレッドの父系の一つ。ハリーオン（Hurry On）を系統の父祖とする。
ハリーオン系はマッチェム系の分枝である。特別にスタミナに秀でた系統として知られ、20世紀半ばに全盛期を迎え北米を除く世界各地の競馬開催国で大変に繁栄した。しかしながら1970年代中頃から競走馬の父系としては衰退。現在は南米を中心に僅かに残るのみとなっている。

## 概要

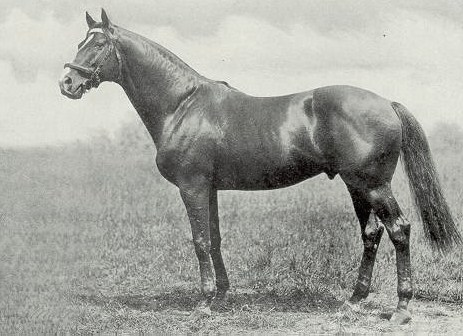
代表的なステイヤー父系の祖ハリーオン

### 代表的なステイヤー血統
ハリーオン系は、様々なサイアーラインの中でも際立って長距離に強い、優れたステイヤー血統の代表格である。ハリーオン系に属する競走馬は、体が大きく、やや晩熟で持久力に優れ、代々優れたステイヤーを出した。
イギリスの最良のステイヤー血統の一つであるハリーオン系は、卓越したスタミナと晩熟さ、大きな馬体を伝え、北米を除く世界の競馬先進国で極めて大きな影響を残した。ハリーオンの産駒は、イギリス、フランス、イタリア、アルゼンチン、オーストラリア、ニュージーランド、南アフリカでチャンピオンサイアーになり、ヨーロッパ、オセアニア、アフリカ、南アメリカの各地で父系を広げ、歴史的名馬を輩出し、種牡馬界を支配し、黄金時代を築いた。

#### ハリーオン系とマンノウォー系
21世紀初頭の視点にたつと、サラブレッドの三大父系のうちもっともマイナー とされるゴドルフィンアラビアン系は、ほぼマンノウォー系のみによって保たれている。現存するサラブレッドについて述べる上で、「マンノウォー系」という言葉は事実上「ゴドルフィンアラビアン系（もしくはマッチェム系）」を示すに等しい。
しかし20世紀半ばの時点では、イギリス、アイルランド、フランス、イタリア、ドイツといった西ヨーロッパ、ソビエト、ドイツ民主共和国を筆頭とする共産圏のヨーロッパ諸国、南アフリカ、オセアニア、南アメリカ諸国、日本では、ゴドルフィンアラビアン系を担うサラブレッドはハリーオン系に属するものがほとんどだった。
父系の観点に限ると、ハリーオンとマンノウォーは近いとはいえない程度に異なった系統にある。ハリーオンからもマンノウォーからも5代遡るとようやく共通の祖先、ウエストオーストラリアンにたどり着くが、5代を重ねるのにどちらも60年以上を要している。しかしハリーオンとマンノウォーはほぼ同じ時期に活躍し、1926年にはハリーオンがイギリスで、マンノウォーはアメリカでチャンピオンサイアーとなった。

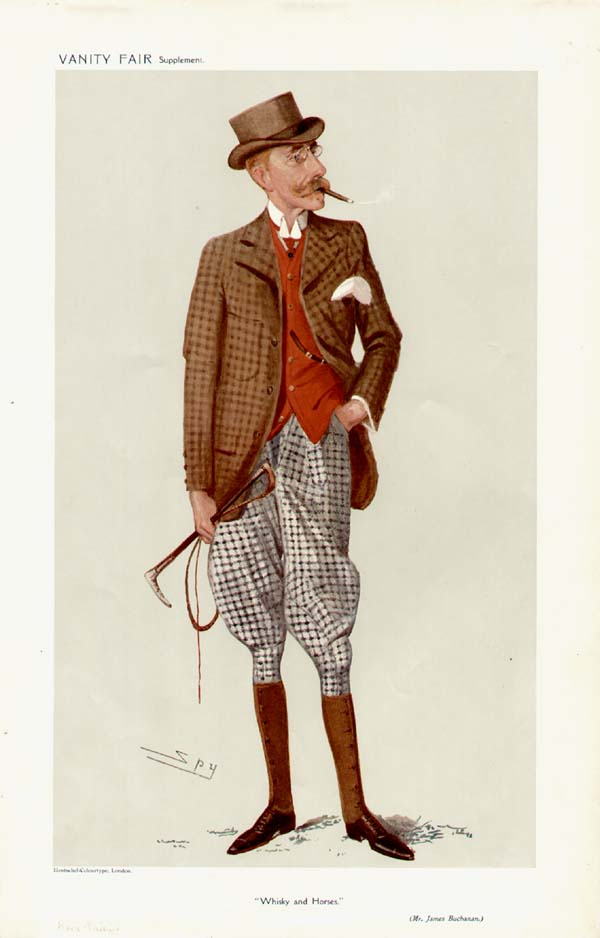
ハリーオン系を育てたウーラヴィントン卿

### ハリーオン系の概観
第1次世界大戦の頃のイギリスに登場したハリーオンは無敗のまま引退して種牡馬になった。産駒からは3頭の英国ダービー馬が出て、ハリーオン自身は1926年に英国のチャンピオンサイアーとなった。この頃、アメリカでは同じマッチェム系のマンノウォーが、日本でも同系のチャペルブラムプトンが種牡馬として最盛期を迎えていた。
ハリーオンの子のなかで種牡馬として最も成功したのはプレシピテーションで、英国二冠馬エアボーンをはじめ、プレモニション、シャモセールなどの英国クラシックホースを出した。これらの世代の全盛期は第二次世界大戦の時期でありシャモセールは戦火を避けてヨーク競馬場で代替開催されたセントレジャーに勝っている。これらの活躍馬やその子孫は、大戦を避けてオーストラリアやニュージーランドに渡り、そこで繁栄した。戦後、日本でも競馬が再開すると、これらのハリーオン系の種牡馬が輸入されるようになるが、その多くはオセアニアから輸入されている。
南アフリカやイタリア・ドイツで父系を広げたのはキャプテンカトル、コロナック、南米で繁栄したのがハンターズムーン、オセアニアではハンティングソング、テストケイスらが大勢力を築いた。
大戦の影響から回復し始めたヨーロッパで活躍したのがプレシピテーションの子で、イギリス生まれのシェシューンである。シェシューンはイギリス、フランス、ドイツの大レースに勝ち、種牡馬になるとフランスのチャンピオンサイアーとなった。英国三冠馬ニジンスキーを破って凱旋門賞に勝ったことで有名になったササフラが有名である。
この頃には、ハリーオン系のサイアーラインは下火になってきたが、ササフラの子がブラジルで人気種牡馬となり、1980年代から1990年代にかけて、ブラジルで多くの一流馬を出してハリーオン系が発展した。なかでもサンドピットはブラジルからアメリカへ移籍して活躍し、ジャパンカップに来日して1番人気（結果は5着）になるなど、日本でも知られている。しかし、ブラジルでのハリーオン系の代表格であるマッチベター、サンドピットのいずれも早逝し、有力な後継種牡馬を残していない。
この系統の日本での活躍馬は、京都杯など20勝をあげたヤサカ、最良スプリンターのカネツセーキ、最良スプリンターのシェスキィなどがいたが、日本国内でサイアーラインを発展させるには至っていない。

## ハリーオン
ハリーオンは第1次世界大戦中のイギリス馬である。戦争の影響で代行競走として行なわれたセントレジャーや、ジョッキークラブカップを含め、6戦全勝で引退し、種牡馬となった。極めて大きな馬で、体高は17ハンド＝約173センチもあった。そのほか、胸囲82 1/2インチ、管囲9 3/4インチと、雄大な馬格を有していた。こうした体格的特徴は、父系のソロンやウェストオーストラリアンにも共通する特徴だった。
種牡馬になると、キャプテンカトル、コロナック、コールボーイの3頭の英国ダービー馬を出し、1926年にはイギリスのチャンピオンサイヤーになった。ハリーオンと同時期に種牡馬ランキングを争ったのは、ザテトラーク、ファラリス、ゲインズボロー、サンインローである。ハリーオンの血統的特徴はセントサイモン系の血を全く持たない点にあり、『サラブレッドの世界』の著者サー・チャールズ・レスターは、ハリーオンを、『明らかに偉大な種牡馬』で、ハイペリオン、フェアウェイ、ファロス、ネアルコに次ぐ重要な種牡馬で、ブランドフォード、ゲインズボロー、トウルビヨン、カーバインやザテトラークと同等に位置づけている。産駒のうち、種牡馬として最も成功したのはアスコットゴールドカップなどに勝ったプレシピテーションだった。

### ハリーオンの主要父系
＊は日本輸入馬
- Hurry On
  - Hunting Song 牡馬 1919 ニュージーランド種牡馬チャンピオン
  - Captain Cuttle 牡馬 1919 イギリスダービー
    - Boveney 牡馬 1929 南アフリカチャンピオンサイアー
    - Pilade 牡馬 1930 イタリアダービー

  - Coronach 牡馬 1923 イギリス2・3歳チャンピオン
    - Montorose 牡馬 1930 南アフリカ種牡馬チャンピオン
    - Corrida 牝馬 1932 凱旋門賞2回
    - Niccolo Dell'Arca 牡馬 1938 イタリア種牡馬チャンピオン
      - Daemon 牡馬 1952 チリ種牡馬チャンピオン

    - Cranach 牡馬 1938

  - Call Boy 牡馬 1924 イギリスダービー
  - Hunter's Moon 牡馬 1926
    - Postin 牡馬 1940 ペルー種牡馬チャンピオン
      - Rio Pallanga 牡馬 1952 ペルー三冠馬

  - Precipitation 牡馬 1933
    - Chamossaire 牡馬 1942 イギリス種牡馬チャンピオン
      - Santa Claus 牡馬 1961 イギリスダービー アイルランドダービー
      - Airborne 牡馬 1943 イギリスダービー
      - Count Rendered 牡馬 1945 ニュージーランド種牡馬チャンピオン
      - Summertime 牡馬 1946 ニュージーランド種牡馬チャンピオン
        - *ヤサカ 1952 牡馬 京都杯2回
          - カネツセーキ 1959 牡馬 日本2歳チャンピオン・最良スプリンター

        - Sobig 1961 牡馬 グレートノーザンダービー
          - Kirrama 1967 牡馬 ニュージーランド3歳チャンピオン

    - Supreme Court 1948 牡馬 フェスティバルオブブリテンステークス
      - Huaralino 1957 牡馬 パナマ種牡馬チャンピオン
      - King's Son 1958 牡馬
        - Mansoor 1969 騸馬 インドダービー

    - Agricola 1956 牡馬 オーストラリア種牡馬チャンピオン
    - Sheshoon 1956 牡馬 フランス種牡馬チャンピオン
      - シェスキイ 1963 牡馬 日本・最良スプリンター
      - *プルバン 1969 牡馬 パリ大賞典、ロワイヤルオーク賞
        - リンドプルバン 1976 牡馬 日本ダービー2着

      - Sassafras 1967 牡馬 凱旋門賞 フランスダービー
        - Henri le Balafre 1972 牡馬 ロワイヤルオーク賞
          - Thignon Lafré 1987 牡馬 ブラジル年度代表馬
            - Roxinho 1998 牡馬 ブラジル年度代表馬 サンパウロ三冠

        - Baynoun 1981 牡馬
          - *サンドピット 1989 牡馬 ブラジル3歳チャンピオン オークツリー招待ハンデ
          - Much Better 1989 牡馬 ブラジル年度代表馬2回

### 本節の出典・参考文献
- 『THREE CENTURIES OF LEADING SIRES -1721-1987-』Michael Church編、Racing Post刊、1987、p76

## キャプテンカトル
キャプテンカトル（en:Captain Cuttle）はイギリスの競走馬で、1922年の英国ダービー馬である。
| Captain Cuttle | Captain Cuttle           | 血統 ハリーオン系             | 血統 ハリーオン系 | 血統 ハリーオン系 |
| 性             | 牡                       | Hurry On 1903 栗毛 イギリス   | Marcovil          | Marco             |
| 毛色           | 栗毛                     | Hurry On 1903 栗毛 イギリス   | Marcovil          | Lady Villkins     |
| 生年           | 1919                     | Hurry On 1903 栗毛 イギリス   | Toute Suite       | Sainfoin          |
| 生産地         | イギリス                 | Hurry On 1903 栗毛 イギリス   | Toute Suite       | Star              |
| 生産者         | 初代ウーラヴィントン男爵 | Bellavista 1904 鹿毛 イギリス | Cyllene           | Bona Vista        |
| 馬主           | 初代ウーラヴィントン男爵 | Bellavista 1904 鹿毛 イギリス | Cyllene           | Arcadia           |
| 調教師         | フレッド・ダーリン       | Bellavista 1904 鹿毛 イギリス | Emotion           | Nunthorpe         |
| 成績等         | 6戦4勝                   | Bellavista 1904 鹿毛 イギリス | Emotion           | Emita F-No.22-c   |

- 2歳〜4歳時 6戦4勝
  - 主な勝鞍 ダービー、セントジェームスパレスステークス、プリンスオブウェールズステークス、ウッドディットンステークス、ラウスプレート2着、2000ギニー3着。

キャプテンカトルは、ハリーオンの馬主であるジェームズ・ブキャナンが自ら生産した競走馬である。キャプテンカトルが誕生した翌年に、ブキャナンは準男爵の称号を得、さらに1922年1月に男爵の称号を得てウーラヴィントン男爵と号した。つまり、キャプテンカトルを生産した時点での「ジェームズ・ブキャナン」とダービー優勝時の馬主「ウーラヴィントン男爵」は同一人物である。

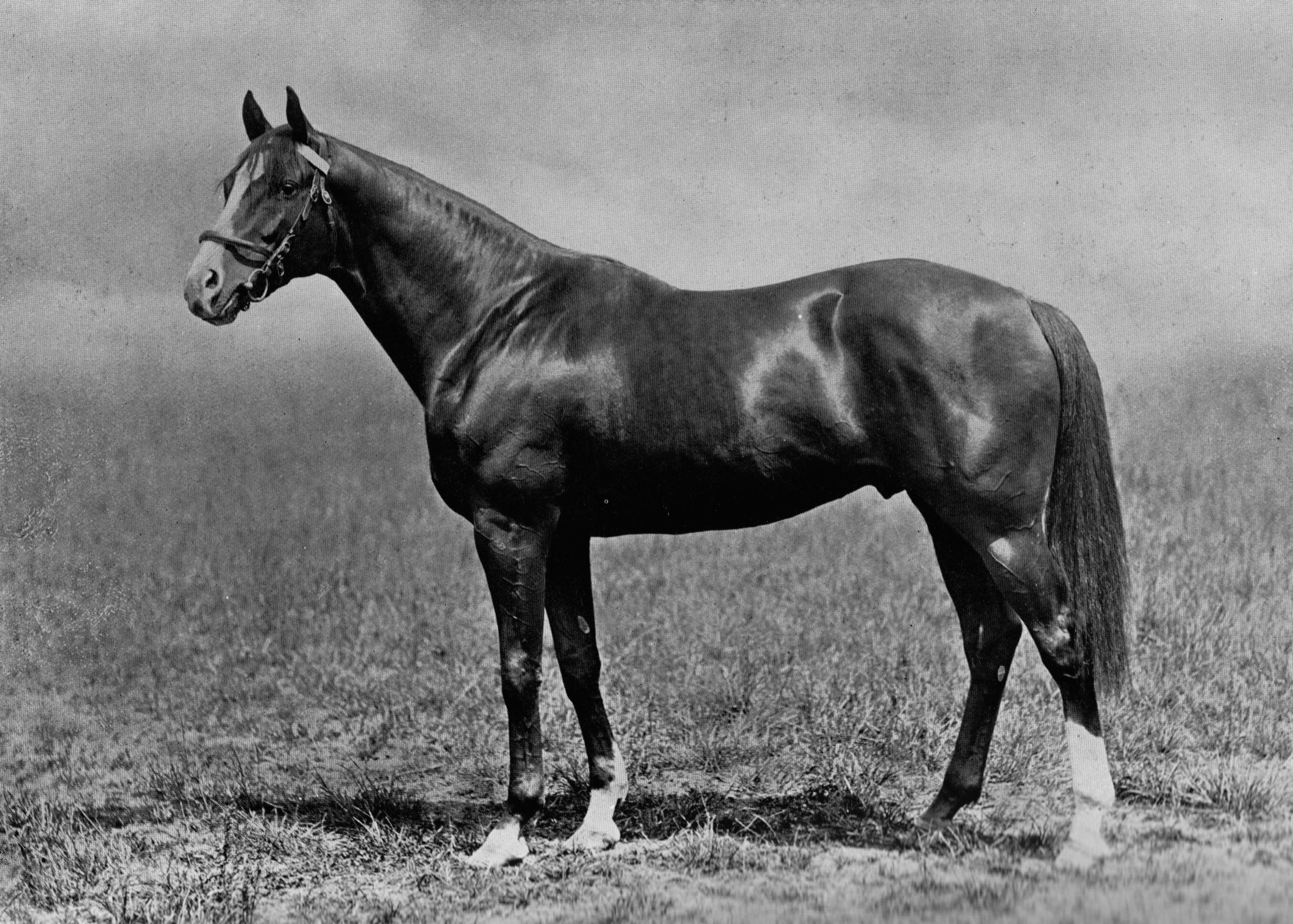
ダービー馬キャプテンカトル

キャプテンカトルは、ハリーオンに似て体が大きく成長が遅かった。大型ゆえに前脚に負担がかかり、若いうちは満足に調教も行えなかった。

### 競走成績
3歳（1922年）緒戦の小さなレースを6馬身差で楽勝したキャプテンカトルは、2000ギニーの本命馬と目されるようになった。ところが2000ギニーでは、どういうことか大方の予想に反して勝ったのはセントルイス（St.Louis）で、キャプテンカトルは3着に終わった。この敗戦で、キャプテンカトルはスタミナのない短距離馬というレッテルを貼られてしまった。
5月31日のダービーは記録的な猛暑の中で行われた。出走の前に、キャプテンカトルにはアクシデントがあった。下見所で落鉄してしまい、急遽蹄鉄を打ち直すはめになり、本馬場入場に遅刻してしまった。この事が原因で、後にキャプテンカトルに悪いうわさが立つことになる。
レースが始まってまもなく、キャプテンカトルは先頭に立った。前半戦は全馬がほぼ一団で進んだが、後半は徐々にペースが上がり、最終コーナーでキャプテンカトルがスパートすると、ついていける馬はいなかった。キャプテンカトルは2分34秒3/5のレコードタイムで優勝し、2着に8馬身もの差をつけた。優勝騎手のスティーヴ・ドナヒューは前年に続いてダービー連覇となった が、キャプテンカトルの巨躯を御してカーブやコーナーを回るのは大変だったと語った。もはやキャプテンカトルのスタミナを疑問視する者はいなくなったが、猛暑で乾いた馬場を大きな体でレコード記録で駆けたことは、キャプテンカトルの脚には予想以上の負担となっていた。結果的にはこの時のダメージが原因で、キャプテンカトルは秋のセントレジャーには出走することができなかった。
2000ギニーでの不可解な敗戦の理由も明かされた。実は3歳緒戦を勝った後、キャプテンカトルは消化器系の疾患によって体調を大きく崩していたのだった。2000ギニーの当日もまだ体調は戻っておらず、そのための敗戦だったと伝えられた。一方、ダービーの勝利はいんちきだと言うものも現れた。その主張によると、ダービーの下見所で落鉄して蹄鉄を打ち直すときに、こっそりとコカインがキャプテンカトルに与えられたという。馬主のウーラヴィントン男爵は、こうした噂を流したデイリー・エクスプレスを名誉毀損で訴えた。
このあと、キャプテンカトルはロイヤルアスコット開催のセント・ジェイムズ・パレス・ステークスに出て勝ったのだが、腱を痛めてその後のキャリアを棒に振ることになった。秋を全休し、翌年（1923年）4歳になって、古馬の最高峰であるアスコット金杯を目指したのだが、前哨戦を勝ったところで、これ以上は脚部が持たないということで引退となった。
キャプテンカトルと同じ世代にはブランドフォードがいるが、ブランドフォードにはクラシック登録がなかったし、どちらも脚が故障がちであったため、両者は一度も対戦することはなかった。ブランドフォードの調教師であるリチャード・C・ドーソン調教師は、ブランドフォードには大した競走実績がなかったが、キャプテンカトルと実力が伯仲していると考えていた。

### 種牡馬成績
種牡馬になったキャプテンカトルは、初年度産駒から、いきなりクラシック勝馬が出た。国王ジョージ5世の生産馬スカットル（Sctulle）は2歳牝馬王座決定戦のチェヴァリー・パーク・ステークスを勝ち、3歳になって1000ギニーに優勝し、オークスで2着になった。
2年目の産駒の代表馬はウォルターゲイ（Walter Gay）で、ダービーで2着になった。
しかし、端的に言って、キャプテンカトルは期待ほどの種牡馬とはいえなかった。ウーラヴィントン男爵のもとで6年間種牡馬生活を送ったが、6年間の産駒の通算成績は69勝、稼いだ賞金は37000ポンドにとどまった。比較をすると、この頃ハリーオンは1926年にチャンピオンサイヤーになっているのだが、その1年だけでハリーオンの産駒は26勝をあげ、59000ポンドを稼いでいた。キャプテンカトルは1928年の種付けが終わると、50000ポンドでイタリアへ売却された。イギリスでの最後の世代から出たボヴネー（Boveney）は南アフリカで走り、現地のサバーバンハンデなど6勝した。種牡馬になると1943〜1944年に2年連続で南アフリカの種牡馬チャンピオンになった。
イタリアへ移ったキャプテンカトルは、数シーズン目の1932年、種付後の運動中に事故で死んだ。しかし生前残した産駒の中からピラデ（Pilade）が登場し、イタリアダービーをはじめ、イタリア国内の大レースを総なめにした。また、ヤコポダポントルモ（Jacopo da Pontormo）はイタリア大賞典に勝ち、イタリアセントレジャーでも2着となった。同馬の3/4兄妹 となるヤコパデルセラヨ（Jacopa del Sellaio）はイタリアの4冠牝馬である（後述）。

#### ピラデ
ピラデ（Pilade）はイタリアの競走馬で、イタリアダービーなどに勝った。引退して種牡馬になると、第二次世界大戦末期の1945年から3年連続でイタリアの種牡馬チャンピオンになった。
| Pilade | Pilade   | 血統 ハリーオン系                   | 血統 ハリーオン系 | 血統 ハリーオン系 |
| 性     | 牡       | キャプテンカトル 1919 栗毛 イギリス | Hurry On          | Marcovil          |
| 毛色   | 栗毛     | キャプテンカトル 1919 栗毛 イギリス | Hurry On          | Toute Suite       |
| 生年   | 1930     | キャプテンカトル 1919 栗毛 イギリス | Bellavista        | Cyllene           |
| 生産地 | イタリア | キャプテンカトル 1919 栗毛 イギリス | Bellavista        | Emotion           |
| 生産者 |          | Pierra 1924 鹿毛 イタリア           | Wool Diner        | Martagon          |
| 馬主   |          | Pierra 1924 鹿毛 イタリア           | Wool Diner        | St.Windeline      |
| 調教師 |          | Pierra 1924 鹿毛 イタリア           | Partridge         | Adam              |
| 成績等 | 戦勝     | Pierra 1924 鹿毛 イタリア           | Partridge         | Parta F-No.1-j    |

- 主な勝鞍 イタリアダービー、ジョッキークラブ大賞典、イタリア大賞典

ピラデは3歳時（1933年）にイタリアダービーに勝った。後述する同系のヤコパデルセラヨ（Jacopa del Sellaio）が前年にイタリアクラシック4冠を制覇しており、ハリーオン系としては2年連続のダービー制覇だった。この年ピラデはイタリア大賞典も制している。古馬になっても、5歳時（1935年）にジョッキークラブ大賞典を勝った。
ピラデは種牡馬となっても成功し、障害でも多くの活躍馬を出した。1942年にはスティープルチェイスのリーディングサイアーで上位に入った。平地でもイタリアのクラシックホースの父となり、1945年には、レジナエリナ賞（イタリア1000ギニー）をVampa、イタリアオークスをZamoraが勝った。ピラデはこの年から1947年まで3年連続でイタリアのチャンピオンサイアーになった。
しかしピラデは、大戦末期のイタリアからポーランドに輸出 され、戦後、1950年代にポーランドのチャンピオンサイアーになった。ピラデの名は、1961年に凱旋門賞を勝ち、イタリアのチャンピオンサイアーになったモルヴェド（Molvedo）の血統表にも見ることができる。

### キャプテンカトルの主な父系子孫
*太字は本項で説明している馬。
- Captain Cuttle
  - Scuttle 牝馬 1925生 1000ギニー、チェヴァリーパークS、オークス2着
  - Captain Bunsby 牡馬 1926生 ニュージーランドで種牡馬になる
    - International 牡馬 1933生 VATCハーバートパワーH

  - Walter Gay 牡馬 1926生 ダービー2着
    - Soldier King 牡馬 1933生 南アフリカで種牡馬になる

  - Boveney 牡馬 1929生 南アフリカ・サバーバンH
    - Boveneyは1943-1944南アフリカ種牡馬チャンピオン。
    - Bovidae 牝馬 1942 ケープメトロポリタンS
    - Sostrum 牡馬 1944 ケープメトロポリタンS
    - Peran Wisa 牡馬 1948 喜望峰ダービー

  - Pilade 牡馬 1930生 イタリアダービー、ジョッキークラブ大賞
    - Piladeは1945-1947イタリア種牡馬チャンピオン。
    - ポーランドでも1950年代に数回チャンピオンになった。
    - Jesolo 牡馬 1937生 パリオリ賞（イタリア2000ギニー）
      - Piavola 牝馬 1943 イタリアオークス

    - Zliten 牡馬 1938生 イタリア・クリテリウムナショナーレ
      - Caran d'Ache 牡馬 1949 イタリア・ジョッキークラブ大賞
        - Wettcoup 牡馬 1956 ウニオンレンネン
        - Waldcanter 牡馬 1956
          - Krawall 牡馬 1963 独2000G

    - Pink Pearl 牡馬 1948 ポーランドダービー
    - Liston 牡馬 1941生 イタリア・グランクリテリウム
    - Zamora 牝馬 1942生 イタリアオークス
    - Hyazinth 牡馬 1944生 ドイツ・ライン賞

  - Jacopo da Pontormo 牡馬 1932 イタリア大賞典

### 本節の出典・参考文献
- 『サラブレッドの世界』サー・チャールズ・レスター著、佐藤正人訳、サラブレッド血統センター刊、1971、p314-319
- 『ダービーの歴史』アラステア・バーネット、ティム・ネリガン著、千葉隆章・訳、（財）競馬国際交流協会刊、1998、p89
- 『最新名馬の血統 種牡馬系統のすべて』山野浩一著、明文社刊、1970、1982、p314-315
- 『CLASSIC PEDIGREES 1776-2005』Michael Church編、Raceform刊、2005、p283
- サラブレッド・ヘリテイジ ハリーオン
- ニューヨーク・タイムズ紙 1922年6月1日号
- The Brisbane Courier紙 1922年6月2日号
- シドニー・モーニング・ヘラルド紙 1922年6月2日号

## コロナック
コロナック（Coronach、またはコロナッハ）はイギリスの競走馬で、1926年のダービー馬である。子孫はイタリア、フランスで繁栄した。
| Coronach | Coronach                 | 血統 ハリーオン系           | 血統 ハリーオン系 | 血統 ハリーオン系    |
| 性       | 牡                       | Hurry On 1903 栗毛 イギリス | Marcovil          | Marco                |
| 毛色     | 栗毛                     | Hurry On 1903 栗毛 イギリス | Marcovil          | Lady Villkins        |
| 生年     | 1923                     | Hurry On 1903 栗毛 イギリス | Toute Suite       | Sainfoin             |
| 生産地   | イギリス                 | Hurry On 1903 栗毛 イギリス | Toute Suite       | Star                 |
| 生産者   | 初代ウーラヴィントン男爵 | Wet Kiss 1913 栗毛 イギリス | Tredennis         | Kendal               |
| 馬主     | 初代ウーラヴィントン男爵 | Wet Kiss 1913 栗毛 イギリス | Tredennis         | St.Marguerite        |
| 調教師   | フレッド・ダーリン       | Wet Kiss 1913 栗毛 イギリス | Soligena          | Soliman              |
| 成績等   | 14戦10勝                 | Wet Kiss 1913 栗毛 イギリス | Soligena          | St.Guntheirn F-No.41 |

- 2歳〜4歳時 14戦10勝
  - 主な勝鞍 ダービー、セントレジャー、シャンペンステークス、エクリプス・ステークス、セント・ジェームズ・パレス・ステークス、コロネーション・カップ、ハードウィックステークス

コロナックもまた、ウーラヴィントン卿の生産馬である。やはりハリーオンに似て大柄な馬で、体高は16.2ハンド（約168センチ）もあった。

### 競走成績
コロナックはハリーオン系としては早熟で、2歳時（1925年）にシャンペンステークスやラスメモリアルステークスなど5勝した。秋にはレース後に咳込むことがあり、高熱を出すこともあって、ミドルパークステークスで2着に惜敗したが、イギリスの2歳チャンピオンになった。
3歳（1926年）になると初戦を楽勝し本命で2000ギニーに出た。コロナックはゴールの前までは3馬身のリードをとって先頭にいたのだが、大観衆に驚いて2着に敗れてしまった。ダービーではコロナックの長距離適性に疑問を表明するものもいたが、霧雨でほとんど観衆からは馬が見えない中、長雨で柔らかくなった馬場をものともせず、5馬身差で快勝して名誉を挽回した。さらにコロナックは、キャプテンカトルと同じように、ロイヤルアスコット開催のセントジェームズパレスステークスを20馬身差で勝ち、さらにエクリプスステークスも6馬身差で勝った。秋にはセントレジャーも2馬身差で勝ち、3歳チャンピオンの座を不動にした。
古馬になると、コロナックには呼吸器系に疾患があることがわかってきた。コロネーションカップは勝ったが、症状は悪化した。その後2戦は敗れて成績を落とし、引退することになった。

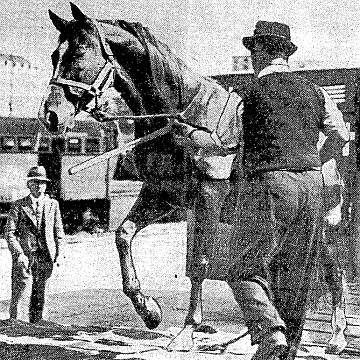
ニュージーランド史上初となる英国ダービー馬の導入（1940年）となったコロナック

### 種牡馬成績
コロナックはラヴィントンで種牡馬になったが、イギリスではほとんど成果のない種牡馬だった。一方、イタリアのフェデリコ・テシオやフランスのマルセル・ブサックらは、最良の牝馬をコロナックのもとへ送り込み、イタリアやフランスの歴史的な名馬を何頭も送り出した。これらの中には、イタリアの四冠牝馬ヤコポデルセラヨ（Jacopa del Sellaio）、イタリア三冠馬ニコロデラルカ（Niccolo Dellarca）、凱旋門賞連覇のコリーダ（Corrida）などがいる。その結果、コロナックはイギリスにいながらにして、フランスやイタリアのチャンピオンサイアー上位に名を連ねるようになった。
コロナックは12年間をイギリスで種牡馬として過ごしたが、生産者兼馬主のウーラヴィントン卿が没すると、その娘のカサリンは、1940年にコロナックをニュージーランドに住む友人に寄贈してしまった。当時のニュージーランドでは、ハリーオン産駒のハンティングソング（Hunting Song）が1932/33シーズンから6年連続でチャンピオンサイアー を獲っており、ハリーオン系への期待が大きかった。しかもイギリス本国のダービー勝馬がニュージーランドで供用されるのは史上初で、当時のニュージーランドの新聞では写真入りで記事になった。ニュージーランドでは多くの重賞勝馬の父となった。

#### ヤコパデルセラヨ
ヤコパデルセラヨ（Jacopa del Sellaio）はイタリアの競走馬である。イタリアでクラシック四冠牝馬となった。
| Jacopa del Sellaio | Jacopa del Sellaio | 血統 ハリーオン系           | 血統 ハリーオン系 | 血統 ハリーオン系 |
| 性                 | 牝                 | Coronach 1923 栗毛 イギリス | ハリーオン        | Marcovil          |
| 毛色               | 鹿毛               | Coronach 1923 栗毛 イギリス | ハリーオン        | Tout Suite        |
| 生年               | 1929               | Coronach 1923 栗毛 イギリス | Wet Kiss          | Tredennis         |
| 生産地             | ITY                | Coronach 1923 栗毛 イギリス | Wet Kiss          | Soligena          |
| 生産者             | フェデリコ・テシオ | Vice Versa                  | Cylgad            | Cyllene           |
| 馬主               |                    | Vice Versa                  | Cylgad            | Gadfly            |
| 調教師             |                    | Vice Versa                  | Taslett           | William the Third |
| 成績等             |                    | Vice Versa                  | Taslett           | Burgonet          |

ヤコパデルセラヨは、2歳時（1931年）にイタリアのグラン・クリテリウムを勝って頭角を現した。3歳になると、イタリアの1000ギニー、2000ギニー、オークス、ダービーを勝って、セントレジャーを除くイタリアのクラシックレースを総なめにした。
ヤコパデルセラヨとその産駒はドイツ軍に接収され、ドイツへ運び去られ、ラオフェンブルグ牧場で繋養された。その子孫はドイツ、ポーランド、チェコなどで2013年現在も現存している。1980年代にプラハ大賞（Velka cena Prahy）を連覇したJaguarはヤコパデルセラヨから数えて5代目の子孫である。

#### モントローズ
モントローズ（Montrose）はイギリスの競走馬である。アイルランドにいたまま、南アフリカのチャンピオンサイアーとなった。
| Montorose | Montorose | 血統 ハリーオン系           | 血統 ハリーオン系 | 血統 ハリーオン系 |
| 性        | 牡        | Coronach 1923 栗毛 イギリス | Hurry On          | Marcovil          |
| 毛色      | 栗毛      | Coronach 1923 栗毛 イギリス | Hurry On          | Tout Suite        |
| 生年      | 1930      | Coronach 1923 栗毛 イギリス | Wet Kiss          | Tredennis         |
| 生産地    | GB        | Coronach 1923 栗毛 イギリス | Wet Kiss          | Soligena          |
| 生産者    |           | Accalmie                    | Pillwinkie        | William the Third |
| 馬主      |           | Accalmie                    | Pillwinkie        | Conjure           |
| 調教師    |           | Accalmie                    | La Revanche       | Alcantara         |
| 成績等    |           | Accalmie                    | La Revanche       | La Semillante     |

モントローズは、コロナックのイギリスでの産駒としては最良の競走馬だった。母のアカルミイも活躍馬で、7勝をあげ、シザラウィッチでも3着に入っている。モントローズはシティアンドサバーバンハンデやアトランティックカップなど13勝した。はじめはニューマーケットで種牡馬になったが、戦争を避けてアイルランドに移った。アイルランドで生産された産駒の多くは南アフリカに輸出された。すでに南アフリカでは1940年代にキャプテンカトルの子ボヴネーが2年連続でチャンピオンサイアーになっていて、ハリーオン系に人気があった。結局、モントローズはアイルランドにいたまま1950年の南アフリカのチャンピオンサイアーとなった。

#### ハイランダー
ハイランダー（Highlander）はイギリスの競走馬である。コロナック産駒でイギリスで走った競走馬としては、モントローズの次に活躍した が、むしろファロスやフェアウェイの兄弟馬として知られる。
| Highlander | Highlander         | 血統 ハリーオン系           | 血統 ハリーオン系 | 血統 ハリーオン系  |
| 性         | 騸                 | Coronach 1923 栗毛 イギリス | Hurry On          | Marcovil           |
| 毛色       | 栗毛               | Coronach 1923 栗毛 イギリス | Hurry On          | Tout Suite         |
| 生年       | 1930               | Coronach 1923 栗毛 イギリス | Wet Kiss          | Tredennis          |
| 生産地     | GB                 | Coronach 1923 栗毛 イギリス | Wet Kiss          | Soligena           |
| 生産者     | 第17代ダービー伯爵 | Scapa Flow                  | Chaucer           | St.Simon           |
| 馬主       | 第17代ダービー伯爵 | Scapa Flow                  | Chaucer           | Canterbury Pilgrim |
| 調教師     |                    | Scapa Flow                  | Anchora           | Love Wisely        |
| 成績等     | 21勝               | Scapa Flow                  | Anchora           | Eryholme           |

主な戦績 21勝。リバプールオータムカップ、ディーステークス、ケンブリッジシャーステークス3着
ハイランダーの兄のファロスはチャンピオンステークスなど14勝をあげ、フェアウェイもセントレジャーをはじめ12勝をあげた。両者とも種牡馬になると大成功をおさめ、イギリスやフランスでチャンピオンサイアーとなる。このほか、姉のフェアアイル（Fair Isle）は1000ギニーに優勝しているし、兄のスピットヘッド（Spithead）も重賞勝馬で、ハイランダーは生まれながらにして成功を約束されたようなものだった。
非常に見栄えの良い馬で、兄弟の中では最も美しい馬と評され、同年生まれのハイペリオンとくらべても血統、外観は同じぐらい優れており、少なくともクラシックが実際に始まるまでは、ハイランダーはハイペリオンと同じぐらいクラシックの有力候補と思われていた。
ハイランダーは1934年に、当時のイギリスでも最大級のスプリント戦 のケンブリッジシャーステークスで、差のない（1着から半馬身、短鼻差）3着になった。このレースには英国馬のほか、フランス、アメリカ、アルゼンチンの馬が参加する国際色豊かな競走だった。当時の新聞は、ハイランダーの兄のファロスやフェアウェイが大成功中の種牡馬であることに触れ、ハイランダーが引退して種牡馬になれば相当な人気になるだろうと報じている。
しかし、ハイランダーは気性難から去勢されてしまった。その後、リバプールオータムカップ（1着賞金1500ポンド）などに勝った。通算では約6000ポンドを稼ぎ、コロナック産駒の競走馬としては、イギリス国内ではモントローズに次ぐ活躍馬だった。

#### コリーダ
コリーダ（Corrida）はフランスの競走馬。1936-37年に凱旋門賞を連覇した。マルセル・ブサックの代表的な生産馬としても知られる。第2次世界大戦中に消息不明となった。
| Corrida | Corrida            | 血統 ハリーオン系           | 血統 ハリーオン系 | 血統 ハリーオン系   |
| 性      | 牝                 | Coronach 1923 栗毛 イギリス | Hurry On          | Marcovil            |
| 毛色    | 栗毛               | Coronach 1923 栗毛 イギリス | Hurry On          | Toute Suite         |
| 生年    | 1932               | Coronach 1923 栗毛 イギリス | Wet Kiss          | Tredennis           |
| 生産地  | フランス           | Coronach 1923 栗毛 イギリス | Wet Kiss          | Soligena            |
| 生産者  | マルセル・ブサック | Zariba 1919 鹿毛 フランス   | Sardanapale       | Prestige            |
| 馬主    | マルセル・ブサック | Zariba 1919 鹿毛 フランス   | Sardanapale       | Gemma               |
| 調教師  | ジョン・E・ワッツ  | Zariba 1919 鹿毛 フランス   | St.Lucre          | St.Serf             |
| 成績等  | 33戦13勝           | Zariba 1919 鹿毛 フランス   | St.Lucre          | Fairy Gold F-No.9-e |

コリーダ（Corrida）はハリーオン系らしい晩成型のステイヤーだった。2歳（1934年）時にモルニ賞を勝つなど、能力の片鱗を見せたが、3歳（1935年）のクラシックシーズンはイギリスの1000ギニーやオークスに挑んで惨敗した。本来夏に行われるベルギーのオステンド国際大賞が、この年はベルギー王妃の交通事故死の影響で9月に延期され、コリーダはここで本命のアドミラルドレイク（Admiral Drake）を破った。しかしその後フランスに戻り、秋の重賞を3戦して1勝もできなかった。
コリーダが本格化したのは古馬になってからで、1936年（4歳時）にイギリスのハードウィックステークス、ベルギーのオステンド国際大賞を勝ち、地元フランスでは凱旋門賞、共和国大統領賞、マルセイユ大賞、エドヴィル賞に勝った。翌年（5歳時）もオステンド国際大賞、ドイツの帝都大賞（現在のベルリン大賞）を勝ち、さらに凱旋門賞を連覇した。
引退して繁殖牝馬となったコリーダは子に恵まれず、出産した産駒は2頭で、うち1頭は生まれてすぐに死んだ。その後まもなく第二次世界大戦が始まり、フランスはドイツ軍の侵攻を受けた。その後のことははっきりとは判っていないが、いずれにしても1944年のノルマンディー上陸作戦の後にはコリーダの姿はなかった。上陸作戦に巻き込まれて死んだと考えられている。しかし結果的にただ1頭の産駒となったコアラズ（Coaraze）は1945年に仏ダービーを勝った。

#### ニコロデラルカ
ニコロデラルカ（Niccolo Dell'Arca）はイタリア産馬。競走馬としてはイタリアの三冠馬となり、種牡馬としてもイタリアのクラシックウィナーを輩出し、同国のリーディングサイアーとなった。ニコロデラルカはネアルコの半弟でもあり、後世へは特に牝馬の父として影響力を残した。同じハリーオン系の中ではクラナックと同じ年生まれである。
| Niccolo Dell'Arca | Niccolo Dell'Arca  | 血統 ハリーオン系           | 血統 ハリーオン系 | 血統 ハリーオン系 |
| 性                | 牡                 | Coronach 1923 栗毛 イギリス | Hurry On          | Marcovil          |
| 毛色              | 鹿毛               | Coronach 1923 栗毛 イギリス | Hurry On          | Toute Suite       |
| 生年              | 1938               | Coronach 1923 栗毛 イギリス | Wet Kiss          | Tredennis         |
| 生産地            | イタリア           | Coronach 1923 栗毛 イギリス | Wet Kiss          | Soligena          |
| 生産者            | フェデリコ・テシオ | Nogara 1928 鹿毛 イタリア   | Havresac          | Rabelais          |
| 馬主              | フェデリコ・テシオ | Nogara 1928 鹿毛 イタリア   | Havresac          | Hors Concours     |
| 調教師            |                    | Nogara 1928 鹿毛 イタリア   | Catnip            | Spearmint         |
| 成績等            | 15戦12勝           | Nogara 1928 鹿毛 イタリア   | Catnip            | Sibola F-No.9-e   |

伊3歳チャンピオン
伊リーディングサイアー(1948-1949)
主な勝鞍
伊2000ギニー、伊ダービー、伊セントレジャー、ドイツ賞、イタリア大賞、ミラノ大賞典、伊グラン・クリテリウム、エマヌエーレ・フィリベルト賞
ニコロデラルカの母ノガラ（Nogara）は現役時代14勝、イタリアの1000ギニーと2000ギニーを勝った名競走馬だった。ノガラが1935年に産んだのがネアルコで、3歳（1937年）から7戦7勝してただならぬ活躍をした。翌1938年に生まれてきたのがニコロデラルカで、この馬が競走年齢に達した1940年には、もうネアルコは無敗のまま引退して種牡馬になっていたが、
まだネアルコの産駒が競走馬としてデビューする前だった。ニコロデラルカはネアルコ同様、イタリアのグランクリテリウムを勝つなど2歳戦から華々しい活躍をし、3歳になると、イタリアクラシック三冠をはじめ、イタリア、ドイツの大レースに勝った。
生産者兼馬主のテシオは、ネアルコは現役競走馬のうちに売却したが、ニコロデラルカは手元に残し、ドルメロ牧場で種牡馬とした。イタリアでの代表産駒は1945年生まれの牝馬2頭で、アストルフィーナ（Astolfina）はイタリアの1000ギニー、2000ギニー、オークスに勝ち、トレヴィサナ（Trevisana）はイタリアのグランクリテリウム、セントレジャーやミラノ大賞典、ジョッキークラブ大賞典、イタリア大賞典に勝った。これらの活躍でニコロデラルカは1948年・1949年にイタリアのリーディングサイアーとなった。牡馬ではイタリアダービー・セントレジャーの二冠を制したドーミエ（Daumier）が出たが、ドーミエは引退後アメリカに種牡馬として売られた。ほかには、初年度産駒である1943年生まれのブオナミカ（Buonamica）という牝馬が、後に三冠馬ボッティチェリ（Botticelli）や二冠馬ブラック（Braque）を出しているのが代表的である。
イタリアで6年間種牡馬として供用されたが、1947年の供用シーズンのあと、ニコロデラルカはイギリスへ売却された。したがって、上述の牝馬2頭の活躍でイタリアのリーディングサイアーになった1948年にはもうニコロデラルカはイギリスへ売却された後だったのである。イギリスでの代表産駒は2歳牝馬チャンピオンになったビービーグランデ（Bebe Grande）だが、あまり人気が出なかったためにフランスにリースに出された。その2年後にニコロデラルカはフランスで死んだ。

#### クラナック
クラナック（Cranach、またはクラーナハ）はフランス産の競走馬。幼駒のうちに第二次大戦がおこり、ドイツ軍に接収されてドイツで11勝をあげた。終戦後フランスに戻り、種牡馬となって活躍した。
| Cranach | Cranach                            | 血統 ハリーオン系               | 血統 ハリーオン系 | 血統 ハリーオン系 |
| 性      | 牡                                 | Coronach 1923 栗毛 イギリス     | Hurry On          | Marcovil          |
| 毛色    | 栗毛                               | Coronach 1923 栗毛 イギリス     | Hurry On          | Toute Suite       |
| 生年    | 1938                               | Coronach 1923 栗毛 イギリス     | Wet Kiss          | Tredennis         |
| 生産地  | フランス                           | Coronach 1923 栗毛 イギリス     | Wet Kiss          | Soligena          |
| 生産者  | ギー・ド・ロートシルト男爵         | Reone Isaure 1931 鹿毛 フランス | Blandford         | Swynford          |
| 馬主    | エデュアール・ド・ロートシルト男爵 | Reone Isaure 1931 鹿毛 フランス | Blandford         | Blanche           |
| 調教師  |                                    | Reone Isaure 1931 鹿毛 フランス | Oriane            | Sans Souci        |
| 成績等  | 40戦11勝                           | Reone Isaure 1931 鹿毛 フランス | Oriane            | Reine Mab F-No.12 |

クラナックはニコロデラルカと同世代で1938年生まれである。2歳の春（1940年）にフランスへドイツ軍が侵攻し、クラナックはドイツ軍に接収されてドイツで競走生活を送った。記録ではドイツで11勝をあげた。
終戦後はフランスに返還され、種牡馬となった。産駒でクラシックレースに勝ったのはシエルエトワール（Ciel Etoile）で、1949年にロワイヤルオーク賞を勝った。
そのほか主な産駒では、ヴィオロンセル（Violoncelle）とフルートアンシャンテ（Flute Enchantee）の全兄妹が知られている。全兄のヴィオロンセルはオカール賞に勝ってフランスダービーで3着になった。その後は、サンクルー大賞典やコンセイユドミュニシパル賞、ラクープ、エドヴィル賞に勝った。その後、ブラジルで種牡馬として成功した。全妹のフルートアンシャンテはパリ大賞典で2着になり、ドーヴィル大賞典に勝ったが、むしろ大種牡馬リュティエの母として知られている。なお、両馬の半弟のガーサントは日本のリーディングサイヤーである。
また、ブランブル（Bramble）はイギリスに買われて イギリスで5勝をあげ、トリニダード・トバゴへ輸出されて多くの活躍馬を出した。
なお1933年の凱旋門賞優勝馬クラポム（Crapom）の父もCranachというが、こちらはイタリア産、1923年生まれの同名異馬である。

### コロナックの主な父系子孫
*太字は本項で説明している馬。
*「伊」はイタリアを示す。
- Coronach
  - Jacopa del Sellaio 牝馬 1929生 イタリア四冠牝馬
  - Montorose 牡馬 1930生 南アフリカ種牡馬チャンピオン
  - Highlander 騸馬 1930生 リバプールオータムカップ
  - Corrida 牝馬 1932生 凱旋門賞2回、オステンド国際大賞3回、帝都大賞
  - Niccolo Dell'Arca 牡馬 1938生
    - Astolfina 牝馬 1945生 伊1000ギニー、伊2000ギニー、伊オークス
    - Trevisana 牝馬 1945生 伊セントレジャー
    - Delaroche 牡馬 1947生
      - Vettore 牡馬 1958生
        - Juan Manuel 牡馬 1968生 オノール大賞

    - Daumier 牡馬 1948生 伊ダービー、伊ジョッキークラブ大賞
      - Hustle 騸馬 1955生 アメリカの障害戦で20勝

    - Bebe Grande 牝馬 1950生 イギリス2歳牝馬チャンピオン
    - Nicholas Nickleby 1951生 ロイヤルハントカップ
    - Daemon 牡馬 1952生 チリチャンピオンサイアー
    - Come to Daddy 騸馬 1955生 ロシア皇太子ハンデキャップ
    - Nick La Rocca 牡馬 1949生 ドンカスターカップ

  - Cranach 牡馬 1938生
    - Bramble 牡馬 1952生
      - Jouvert 牡馬 1962生 トリニダードダービー
      - Vienna Woods 牡馬 1967生 トリニダードダービー

    - Ciel Etoile 牡馬 1946生 ロワイヤルオーク賞
    - Violoncelle 牡馬 1946生 サンクルー大賞典
      - Eviva Violon 牡馬 1953生
        - Quiz 牡馬 1965生 ダービーパウリスタ大賞

    - Flute Enchantee 牝馬 1950生 ドーヴィル大賞典

## コールボーイ
コールボーイ（Call Boy）はイギリス産の競走馬。ハリーオンの産駒としては3頭目のイギリスダービー優勝馬である。
| Call Boy | Call Boy           | 血統 ハリーオン系               | 血統 ハリーオン系 | 血統 ハリーオン系 |
| 性       | 牡/騸              | Hurry On 1903 栗毛 イギリス     | Marcovil          | Marco             |
| 毛色     | 栗毛               | Hurry On 1903 栗毛 イギリス     | Marcovil          | Lady Villkins     |
| 生年     | 1924               | Hurry On 1903 栗毛 イギリス     | Toute Suite       | Sainfoin          |
| 生産地   | イギリス           | Hurry On 1903 栗毛 イギリス     | Toute Suite       | Star              |
| 生産者   | フランク・カーゾン | Comedienne 1913 黒鹿毛 イギリス | Bachelors Double  | Tredennis         |
| 馬主     | フランク・カーゾン | Comedienne 1913 黒鹿毛 イギリス | Bachelors Double  | Lady Bawn         |
| 調教師   | ジョン・E・ワッツ  | Comedienne 1913 黒鹿毛 イギリス | Altoviscor        | Donovan           |
| 成績等   | 7戦4勝             | Comedienne 1913 黒鹿毛 イギリス | Altoviscor        | Navareta F-No.-   |

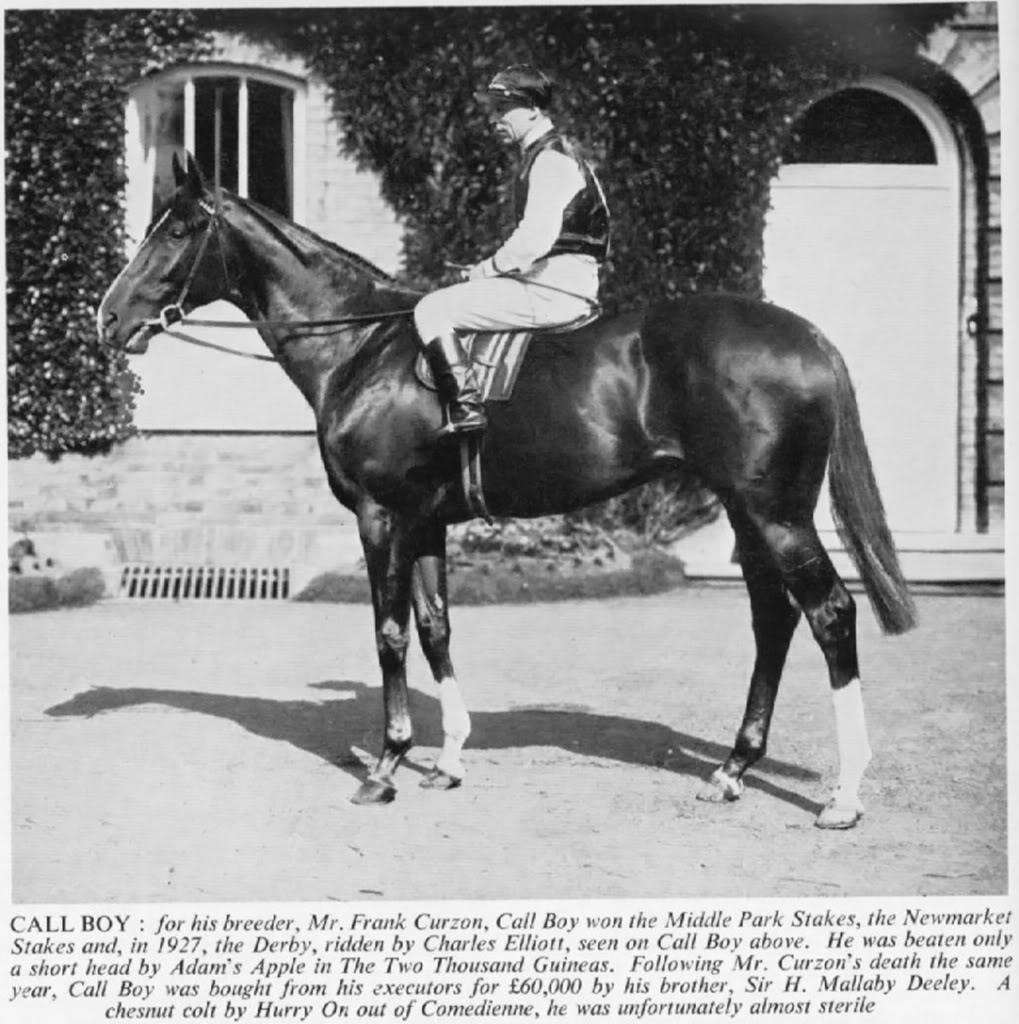
ダービー馬コールボーイ

コールボーイは2歳の時（1926年）にミドルパークステークスを勝った。負かした相手にはシックル（Sickle、ネイティヴダンサーの曽祖父）などがいる。この年のフリーハンデでは、コールボーイの評価は5番手だった。
馬主のフランク・カーゾンはコールボーイがもっと強いと信じており、3歳になったあとの調教も全て一般に公開した。その調教でコールボーイは半兄のコメディキングと対戦した。コメディキングはグレート・ヨークシャー・ステークスなどに勝っているほどの実績馬だったが、コールボーイはこれを負かしてみせた。その結果、2000ギニーでは、コールボーイにとってはその年の初出走であるにもかかわらず、人気を集めて本命になった。
2000ギニーのゴールは大接戦になり、観衆は同着とみなしたが、短頭差で2着の判定になった。次戦を4馬身差で勝って臨んだダービーでは、コールボーイはスタートから終始先頭に立ってそのまま勝った。ハリーオン産駒としてはコロナックに続いて2年連続のダービー優勝だった。カーゾンは心臓が悪く、コールボーイが優勝したあとのセレモニーでは、貴賓席の国王のもとまで登って行き祝福を受けるのにえらく時間を要した。その2週間後、カーゾンは心臓の病で死んだ。
馬主が死去したことでクラシック登録が失効し、セントレジャーには出走できなくなったため、コールボーイは結局ダービーを最後に引退して種牡馬になった。コールボーイには様々なオファーがあったが、結局、カーゾンの兄弟が6万ポンドで購入して引取り、400ギニーの種付け料をとる種牡馬とした。しかし、コールボーイにはほとんど授精能力が無いことが判明し、後に去勢された。

## ハンターズムーン
ハンターズムーン（Hunter's Moon）はイギリス産の競走馬で、ニューマーケットステークスに勝った。ハイペリオンの半兄であり、ファラモンド、シックルの半弟である。引退後は南米で種牡馬になり、南米各国でたくさんの活躍馬を出し、その子らも優れた種牡馬となった。
| Hunter's Moon | Hunter's Moon      | 血統 ハリーオン系           | 血統 ハリーオン系 | 血統 ハリーオン系   |
| 性            | 牡                 | Hurry On 1903 栗毛 イギリス | Marcovil          | Marco               |
| 毛色          | 鹿毛               | Hurry On 1903 栗毛 イギリス | Marcovil          | Lady Villkins       |
| 生年          | 1926               | Hurry On 1903 栗毛 イギリス | Toute Suite       | Sainfoin            |
| 生産地        | イギリス           | Hurry On 1903 栗毛 イギリス | Toute Suite       | Star                |
| 生産者        | 第17代ダービー伯爵 | Selene 1919 鹿毛 イギリス   | Chaucer           | St.Simon            |
| 馬主          | 第17代ダービー伯爵 | Selene 1919 鹿毛 イギリス   | Chaucer           | Canterbury Pilgrim  |
| 調教師        | ジョージ・ラムトン | Selene 1919 鹿毛 イギリス   | Serenissima       | Minoru              |
| 成績等        | 8戦3勝             | Selene 1919 鹿毛 イギリス   | Serenissima       | Gondolette F-No.6-e |

ハンターズムーンは第17代ダービー伯爵の生産馬である。母は名繁殖牝馬のシリーンで、ハンターズムーンはシックル、ファラモンドの半弟として生まれてきた。シックルとファラモンドの父はスピードタイプのファラリスで、彼ら自身もスピードタイプで小型の競走馬だったのに対し、ハンターズムーンの場合は父がファラリスとは正反対のスタミナタイプのハリーオンである。この配合にはスタミナや馬格を加える意図があったと考えられている。
馬名の「Hunter's Moon」は、「中秋の名月」を表すイギリスの表現で、1940年にロシア皇太子ハンデキャップを勝った同名異馬がいる。

### 競走成績
ハンターズムーンが誕生した1926年には、1歳上のファラモンドは競走年齢には達しておらず、2歳上のシックルも2歳になったばかりであった。シックルは2歳戦でそこそこの活躍（ミドルパークステークス2着、シャンペンステークス3着）をし、3歳になって2000ギニーでも3着になった。ファラモンドも2歳でミドルパークステークスを勝った。
ハンターズムーンは2歳戦（1928年）で2度出走し勝てなかったものの、プリンスオブウェールズステークスで3着に入った。
3歳時（1929年）には、ニューマーケット競馬場の小さなステークスで初勝利をあげ、2000ギニーでは4着だった。そのあと、10ハロンのニューマーケットステークスで、2000ギニーを勝ったミスタージンクス（Mr.Jinks）を破って優勝した。
しかし、その後はスネを痛がって十分な調教ができず、ダービーは4着に終わった。ほかにグラトウィックプロデュースステークスを勝ち、ユニオンジャックステークスで2着になったあと、スネの状態が思わしくないため、セントレジャーは自重し、そのまま引退した。

### 種牡馬成績
ハンターズムーンは1929年の夏に競走生活から退き、そのまま種牡馬としてアルゼンチンへ輸出された。南半球のアルゼンチンでは8月末から種付けシーズンが始まるので、この1929年からすぐに種付けを行った。ハンターズムーンはアルゼンチンで成功し、多くの活躍馬を出した。アルゼンチンの種牡馬ランキングでは、1935年に3位、1938年に4位、1939年に2位になった。これらを支えたのが、クラシックに勝った3頭の牝馬である。
ハンターズムーンは後にブラジルへ移動し、ブラジルでも成功した。そのほか、チリやペルーでも産駒が活躍した。活躍した産駒はそれぞれ種牡馬となっても成功したほか、ハンターズムーンは牝馬の父としても大成功し、特に1954年にはアルゼンチンのBMSチャンピオンになっている。

#### 3頭の名牝
ハンターズムーンは、アルゼンチンで3頭のクラシック勝馬を出した。フーラ（Hulla）はアルゼンチンの1000ギニー（Polla de Potrancas、ポージャ・デ・ポトランカス）とオークス（Gran Premio Seliccion、セレクシオン大賞）を勝ち、ヒア!（Hear!）はアルゼンチンオークスに勝った。また、ハーフクラウン（Half Crown）はアルゼンチンの1000ギニーのほか、5月25日大賞（Gran Premio 25 de Mayo）、ホルヘデアトゥーチャ大賞（Gran Premio Jorge Atucha）に勝った。古馬になっても5戦全勝で大レースに勝った。ハーフクラウンは1940年代のアルゼンチンの最強馬の1頭とされている。

#### ポスティン
ポスティン（Postin）はアルゼンチン産の競走馬である。ペルーで走り、24戦13勝の成績をあげた。主な勝鞍は、共和国大統領賞（Presidente de la Republica）2回、リマジョッキークラブ大賞（Jockey Club de Lima）など。
種牡馬になるとペルーで大成功しチャンピオン種牡馬になった。いかに成功したかを示す一つの例をあげると、1955年のペルーダービーの出走馬は全てポスティンの産駒だった。特に活躍したのが三冠馬リオパリャンガ（Rio Pallanga）と四冠牝馬のパンプローナ（Pamplona）である。パンプローナはアメリカの生産者によって購入され、アメリカで産駒を残した。そのうちパンパートミス（Pampered Miss）はフランス1000ギニーに勝った。同じくパンプローナ産駒のエンペリー（Empery）はイギリスダービーを制した。エンペリーは後に種牡馬として日本に輸入された。

##### リオパリャンガ
リオパリャンガ（Rio Pallanga）は無敗でペルー三冠を制したほか、国内の重賞を10勝した。その後レース中の事故で安楽死となった。リオパリャンガは、ペルー競馬史上の最良の競走馬と考えられている
| Rio Pallangra | Rio Pallangra | 血統 ハリーオン系             | 血統 ハリーオン系 | 血統 ハリーオン系   |
| 性            | 牡            | Postin 1940 栗毛 アルゼンチン | Hunter's Moon     | Hurry On            |
| 毛色          | 鹿毛          | Postin 1940 栗毛 アルゼンチン | Hunter's Moon     | Selene              |
| 生年          | 1952          | Postin 1940 栗毛 アルゼンチン | Quinta            | Codihue             |
| 生産地        | ペルー        | Postin 1940 栗毛 アルゼンチン | Quinta            | En Guardia          |
| 生産者        |               | La Chateauroux 1940 イギリス  | Chateau Bouscaut  | Kircubbin           |
| 馬主          |               | La Chateauroux 1940 イギリス  | Chateau Bouscaut  | Ramondie            |
| 調教師        |               | La Chateauroux 1940 イギリス  | Aura              | Dark Legend         |
| 成績等        | 15戦11勝      | La Chateauroux 1940 イギリス  | Aura              | Ars Divina F-No.2-n |

リオパリャンガはデビュー戦の1000メートルの重賞で2着に13馬身3/4の大差で勝った。次々と大差で勝ち進むリオパリャンガには“エル・エクスプレソ（急行列車）”というニックネームが与えられた。ペルーの競馬ファンは、いつかリオパリャンガが距離の壁の前に敗れるのではないかという心配したが、距離が伸びてもリオパリャンガは勝ち続け、とうとう8戦無敗で2500メートルのペルーダービーを逃げ切って無敗の三冠馬となった。
リオパリャンガに初めて土をつけたのは、半兄のシャーベット（Sherbet）で、3000メートルのペルージョッキークラブ大賞で両馬は激しく争った末に、リオパリャンガは3/4馬身差で敗れた。
リオパリャンガは、ペルー史上初の四冠達成を目指していたところ、四冠目のナシオナル大賞の3ヶ月前に脚を痛めてしまった。そのまま3ヶ月、ほとんど調教を行わずにナシオナル大賞に挑むも、勝馬から大きく離された5着に敗れ、四冠達成はならなかった。さらに次戦もよいところなく敗退した。
しかしリオパリャンガは持ち直し、共和国大統領賞で、半兄シャーベットやナシオナル大賞の優勝馬を相手に12馬身差のレコードタイムで逃げ切って優勝した。その後、クリスマスに行われるペルージョッキークラブ大賞の連覇を狙って出走したのだが、レース中に前脚の開放骨折を発症して競走を中止した。医療チームによってリオパリャンガを救うための手術が行われた。だがその甲斐なく10日後に死んだ。

### ハンターズムーンの主な父系子孫
*太字は本項で説明している馬。
*「亜」はアルゼンチン、「伯」はブラジル、「智」はチリを指す。
- Hunter's Moon
  - Helium 牡馬 1931 ブラジル大賞典
    - Loretta 牝馬 1945 アルシアノ・デ・アギアール・モレイラ大賞典G1

  - Hear! 牝馬 1932 亜オークス
  - Hulla 牝馬 1934 亜1000ギニー、亜オークス
  - Holy Smoke 牡馬 1938 亜ジョッキークラブ大賞
  - Carnaval 牡馬 1939 サンティアゴ馬事協会賞
  - Taltal 牡馬 1939 ビニャデルマール大賞典
    - Combatiente 牡馬 1947 ポリャデポトリリョス

  - Postin 牡馬 1940 ペルーリーディングサイヤー
    - Rio Pallanga 牡馬 1952 ペルー三冠馬
    - Pamplona 牝馬 1956 ペルー四冠馬

  - Half Crown 牝馬 1942 亜1000ギニー、5月25日大賞

## ハンティングソング
ハンティングソング（Hunting Song）はイギリス産の競走馬で、ニュージーランドで種牡馬として大成功した。
| Hunting Song | Hunting Song | 血統 ハリーオン系           | 血統 ハリーオン系 | 血統 ハリーオン系 |
| 性           | 牡           | Hurry On 1903 栗毛 イギリス | Marcovil          | Marco             |
| 毛色         | 栗毛         | Hurry On 1903 栗毛 イギリス | Marcovil          | Lady Villkins     |
| 生年         | 1919         | Hurry On 1903 栗毛 イギリス | Toute Suite       | Sainfoin          |
| 生産地       | イギリス     | Hurry On 1903 栗毛 イギリス | Toute Suite       | Star              |
| 生産者       |              | Pasta 1912 鹿毛 イギリス    | Thrush            | Missel Thrush     |
| 馬主         |              | Pasta 1912 鹿毛 イギリス    | Thrush            | Chemistry         |
| 調教師       |              | Pasta 1912 鹿毛 イギリス    | Signorinetta      | Chaleureux        |
| 成績等       |              | Pasta 1912 鹿毛 イギリス    | Signorinetta      | Signorina F-No.23 |

ニュージーランドではハンティングソング（Hunting Song）が6期連続のチャンピオンサイアーになって大成功した。主な産駒はゲインカリントン（Gaine Carrington、コーフィールドC）。

## その他のハリーオンの代表産駒
ハリーオン産駒でクラシック競走に勝った牝馬として次のようなものがいる。
- プラック（Plack） - イギリス1000ギニー、ジョッキークラブカップに勝った。
- トボガン（Toboggan） - イギリスオークス、コロネーションステークス、ジョッキークラブステークスに勝った。孫にアメリカの名馬サイテーションが出た。
- クレスタラン（Cresta Run） - イギリス1000ギニーに勝った。

このほかでは、ジムクラックステークスに勝ったタウンガード（Town Guard）が南米で種牡馬として成功した。ゴードンステークスの勝馬デフォー（Defoe）はニュージーランドで種牡馬になり、現地のダービー馬を出した。デフォーの孫のダブルマーク（競走時の馬名はダブルトシユキ）は日本に輸入されて外国産馬として走り、大井記念に勝っている。ジョッキークラブステークスの勝馬サイクロニク（Cyclonic）やミドルパークステークスの勝馬プレスガング（Press Gang）はロシアで種牡馬になった。
日本との関連では、昭和初期にクイッケロ（Quickello）が種牡馬として輸入され、日本ダービーで2着になったメリーユートピアを出した。
- Hurry On
  - Town Guard 牡馬 1920生 ジムクラックステークス
    - Clever Boy 牡馬 1929生 伯ジョッキークラブ大賞
    - Six Avril 牡馬 1935生 ブラジル大賞典

  - Defoe 牡馬 1926生 ゴードンステークス
    - Howe 牡馬 1943生 ムーニーヴァレーGC、ウェリントンギニーズ
      - Royal Bid 牡馬 1959生 ジョージアダムズH、ニュージーランドC

    - Defaulter 牡馬 1935生 グレートノーザンダービー
    - Footmark 牡馬 1934生 WATCダービー
      - *ダブルマーク 牡馬 1951生 大井記念

  - Hunting Song 牡馬 1919生 6期連続ニュージーランド種牡馬チャンピオン
  - Cyclonic 牡馬 1925生 ジョッキークラブステークス
    - Marcel 牡馬 1948生 ソビエトダービー

  - *クイッケロ（Quickello） 牡馬 1924生
    - メリーユートピア 牝馬 1930生 日本ダービー2着

  - Press Gang 牡馬 1927生 ミドルパークステークス

## プレシピテーションの系統

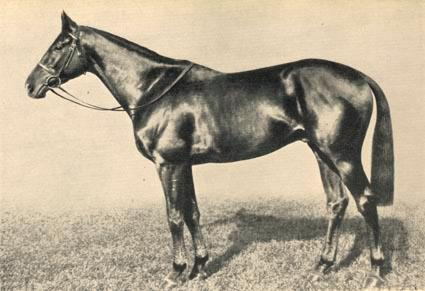
ハリーオン系の主要種牡馬プレシピテーション

プレシピテーション（Precipitation）はイギリスの競走馬である。

### 競走成績
ハリーオンに似て、大型で成長が遅く、脚先が弱く初出走は遅くなった。3歳でデビューしたが初戦は着外、2戦目のロイヤルスタンダードステークス（10ハロン、約2011メートル）で1位に入ったが斜行を咎められて降着になった。結局クラシック戦には間に合わなかったが、セントレジャーが終わった後、その勝馬のボスウェル（Boswell）をジョッキークラブステークスで破ったことで、この年の3歳馬の中では3番手の評価を獲得した。
古馬になるとゴールドカップを2馬身差で勝った。2着にはコロネーションカップの勝馬がはいり、さらに6馬身差の3着は前年の優勝馬だった。
プレシピテーションはこれで引退し、種牡馬になった。クラシック勝ちのない種牡馬としては異例の300ギニーの種付け料が設定されたが、すぐに3年先まで予約でいっぱいになった。プレシピテーションは、父のハリーオンより20歳も若かったし、他のハリーオン直仔の種牡馬の中でも飛び抜けて若かった。プレシピテーションが登場した時には、リーディングサイヤー上位20頭の中にハリーオン系の種牡馬はいなかったので、イギリスでハリーオン系の直系が存続するうえでプレシピテーションが果たした役割は非常に大きかった。

### 種牡馬成績

#### フリオーソ
フリオーソ（Furioso）は、サラブレッド競走馬としては特筆すべき業績を残していないが、馬術競技の種牡馬として歴史的な影響を残した。
詳細はフリオーソ参照。

#### プレシプティク
プレシプティク（Preciptic）はイギリス産の競走馬。
| プレシプティク Preciptic | プレシプティク Preciptic                                | 血統 ハリーオン系                | 血統 ハリーオン系 | 血統 ハリーオン系      |
| 性                       | 牡                                                      | Precipitation 1933 栗毛 イギリス | Hurry On          | Marcovil               |
| 毛色                     | 栗毛                                                    | Precipitation 1933 栗毛 イギリス | Hurry On          | Tout Suite             |
| 生年                     | 1942                                                    | Precipitation 1933 栗毛 イギリス | Double Life       | Bachelor's Double      |
| 生産地                   | イギリス                                                | Precipitation 1933 栗毛 イギリス | Double Life       | Saint Joan             |
| 生産者                   | Captain A. S. Wills                                     | Artistic 1930 栗毛 イギリス      | Gainsborough      | Bayardo                |
| 馬主                     | Captain Wills → Gaekwar of Baroda → Irish National Stud | Artistic 1930 栗毛 イギリス      | Gainsborough      | Rosedrop               |
| 調教師                   |                                                         | Artistic 1930 栗毛 イギリス      | Ishtar            | The Tetrarch           |
| 成績等                   | 40戦15勝                                                | Artistic 1930 栗毛 イギリス      | Ishtar            | Perfect Peach F-No.2-e |

- 2〜6歳時40戦15勝
  - 主な勝鞍 ウィンストンチャーチルステークス、チェスターフィールドカップ2着

プレシプティクは長く走って15勝を上げ、大レースの勝鞍はないが、9100ポンドを稼いだ。種牡馬になると多くの活躍馬を出した。最良の産駒はプレドミネイト（Predominate）で、三大カップ戦の一つ、グッドウッドカップを制したほか、グッドウッドステークスを3連覇し、15000ポンド以上を稼いだ。そのほかの活躍馬にはクイーンズヴェースなどに勝ちアメリカ遠征（ワシントンDC国際ステークス9着）を行い、8700ポンドを稼いだプロリフィック（Prolific）、リバプールスプリングカップ、グレートヨークシャーハンデ、ニューベリーオータムカップ、キングジョージ5世ステークスなどを7勝をあげ8000ポンドを稼いだレピドプティック（Lepidoptic）、イボアハンデに勝ったロモンド（Lomond）などがいる。これらのうち何頭かはオセアニアで種牡馬になった。他にニュージーランドで大成功した種牡馬のヘイスティクラウド（Hasty Cloud）などもいる。日本へは持込馬のマサタカラが入り、競走馬としても種牡馬としても一定の成功を得た。

##### プレドミネイト
プレドミネイト（Predominate）はイギリス産の競走馬。グッドウッドカップ優勝やグッドウッドステークス3連覇など約16000ポンドを稼いだステイヤー。本馬にちなみ、グッドウッド競馬場では2006年まで「プレドミネイトステークス」が行われていた。
| プレドミネイト Predominate | プレドミネイト Predominate | 血統 ハリーオン系             | 血統 ハリーオン系 | 血統 ハリーオン系 |
| 性                         | 騸                         | Preciptic 1942 栗毛 イギリス  | Precipitation     | Hurry On          |
| 毛色                       | 栗毛                       | Preciptic 1942 栗毛 イギリス  | Precipitation     | Double Life       |
| 生年                       | 1952                       | Preciptic 1942 栗毛 イギリス  | Artistic          | Gainsborough      |
| 生産地                     | イギリス                   | Preciptic 1942 栗毛 イギリス  | Artistic          | Ishtar            |
| 生産者                     |                            | Garryhinch 1936 栗毛 イギリス | Great Scot        | Grand Parade      |
| 馬主                       | H. J. Joel                 | Garryhinch 1936 栗毛 イギリス | Great Scot        | Dalkeith          |
| 調教師                     | T. E. Leader               | Garryhinch 1936 栗毛 イギリス | Rose Petal        | Tetrameter        |
| 成績等                     |                            | Garryhinch 1936 栗毛 イギリス | Rose Petal        | Rosemead F-No.8-d |

- 主な勝鞍 グッドウッドカップ、グッドウッドステークス3回、クイーンアレクサンドラステークス、ロシア皇太子ハンデ2着

プレドミネイトはハリーオン系らしい典型的な晩成型のステイヤーだった。5歳（1957年）の秋にロシア皇太子ハンデキャップで3着に入り、6歳（1958年）の夏にグッドウッドステークスを6馬身差で優勝した。この年の秋のロシア皇太子ハンデでは2着だった。7歳時（1959年）にもグッドウッドステークスを勝ち、8歳（1960年）でアスコット競馬場のクイーンアレクサンドラステークスを6馬身差で勝ち、翌月のグッドウッドステークスを4馬身差で勝って3連覇を果たした。余勢を駆って三大カップ戦のひとつ、グッドウッドカップに挑むと2着になった。9歳になった1961年にとうとうグッドウッドカップに優勝した。

###### プレドミネイトステークス
1970年にはグッドウッド競馬場でプレドミネイトステークスが創設された。プレドミネイトステークスは5月に1マイル4ハロン（約2400メートル）で行われ、準重賞ながら、ダービーへのステップレースの一つとして定着した。1979年にはトロイがプレドミネイトステークスを勝ってダービを制覇した。このほか、日本との関連では、1986年の優勝馬アレミロード（Allez Milord）、1987年の優勝馬イブンベイが後にジャパンカップで好走して種牡馬として輸入されたほか、1992年優勝馬のジューン（Jeune）も後にジャパンカップで来日をしている。近年では1995年優勝のペンタイア、1999年の優勝馬ドバイミレニアムなども、プレドミネイトステークスを足がかりにヨーロッパを代表する一流馬となった。プレドミネイトステークスは2007年に改称されたが、その後の勝ち馬からもイギリスのクラシック優勝馬が出ている。

##### マサタカラ
マサタカラは日本の競走馬。持込馬で、オールカマーなど重賞3勝をあげ、有馬記念では3着に好走した。のちに種牡馬になり、活躍馬を出した。
| マサタカラ | マサタカラ     | 血統 ハリーオン系                 | 血統 ハリーオン系 | 血統 ハリーオン系 |
| 性         | 牡             | Preciptic 1942 栗毛 イギリス      | Precipitation     | Hurry On          |
| 毛色       | 鹿毛           | Preciptic 1942 栗毛 イギリス      | Precipitation     | Double Life       |
| 生年       | 1954           | Preciptic 1942 栗毛 イギリス      | Artistic          | Gainsborough      |
| 生産地     | 北海道・浦河町 | Preciptic 1942 栗毛 イギリス      | Artistic          | Ishtar            |
| 生産者     | 出口留雄       | ＊キーボード 1943 黒鹿毛 イギリス | Bois Roussel      | Vatout            |
| 馬主       | 西博           | ＊キーボード 1943 黒鹿毛 イギリス | Bois Roussel      | Plucky Liege      |
| 調教師     | 古賀嘉蔵       | ＊キーボード 1943 黒鹿毛 イギリス | Keystone          | Umidwar           |
| 成績等     | 36戦6勝        | ＊キーボード 1943 黒鹿毛 イギリス | Keystone          | Rosetta F-No.1-w  |

- 2〜5歳時36戦6勝
  - 主な勝鞍 オールカマー、ダイヤモンドステークス、カブトヤマ記念、有馬記念3着、天皇賞（秋）4着。

マサタカラの母、キーボードは世界的な名牝系であるマーチェッタ（Marchetta）の系統の牝馬である。キーボードから見て3代前のローズレッド（Rose Red）はマーチェッタの二大産駒のうちの片方であり、ロゼッタ（Rosetta）のほか、オーロラ（Aurora）を産んだ。マサタカラ当時の観点で言うと、この牝系はオーロラの子アリシドン（Alycidon）やラヴェンデュラの系統のマイバブ（My Babu）が大成功している時代で、マサタカラはイギリス三冠牝馬のメルド（父アリシドン）などと同時代の競走馬である。同じ牝系の馬で日本関連では、ブッフラー（Bouffleur ローズレッドから数えて4代目）が日本で種牡馬になるのが1956年である。祖母のキーストーン（Keystone）は1000ギニーで3着になった活躍馬で、母のキーボード（Keyboard）はマサタカラの前に数頭の勝ち馬を出していた。第二次世界大戦の間は日本へのサラブレッド輸出が禁じられていたのだが、終戦後の1952年にようやく解禁された。このため、キーボードが日本へ輸入される1953年当時には、これだけ血統が良い牝馬が日本へ入ることは珍しいことだった。輸入時にキーボードの腹の中にはプレシプティクの仔がおり、1954年に日本で無事出産した。これが本馬である。そのあとキーボードは結局日本で1頭も仔を出せず、マサタカラがキーボードの日本での唯一の産駒になった。なおマサタカラの半姉のブループレリュード（Blue Prelude）の曾孫に日本で種牡馬入りしミホノブルボンの父となったマグニテュードがいる。
マサタカラが競走馬としてデビューするのは2歳（1956年）の暮れで、1000メートルの競走で大きく離された3着に終わった。その後、マサタカラは春まで待ち、3歳（1957年）の4月に1700メートルの未勝利戦で勝ちあがった。当時はまだ持込馬が日本ダービーに出走することが可能だった時代で、マサタカラは1勝馬の身ながら5月末の日本ダービーに出走した。20頭中の10番人気で、6着でゴールした。夏に条件戦で1勝し、セントライト記念で4着になって菊花賞に出走し、6着に入った。
このように同世代相手のクラシック戦線では善戦どまりだったが、次のカブトヤマ記念でセルローズを半馬身抑えて優勝し、初の重賞勝ちとなった。有馬記念にも出たが、9頭中7着に終わっている。
4歳になると春にダイヤモンドステークス（2600メートル）で重賞2勝目を果たし、さらに1600メートルのオープン戦を勝って本命で安田記念に臨んだが、3位になり、その後競走中の進路妨害によって失格となった。秋にはオールカマー（2000メートル）を勝ち、天皇賞（秋）はミスオンワードに次ぐ2番人気に支持された。しかし、カブトヤマ記念やダイヤモンドステークスで負かした牝馬のセルローズが人気薄で勝ち、マサタカラは4着だった。マサタカラは暮れの有馬記念にも出走し、3着に好走した。マサタカラはさらに年が明けて金杯（2600メートル）にも本命で出走したが大きく敗れ、それを最後に引退した。引退後は種牡馬となり、産駒には羽田盃を勝ったマサホウなどがいる。母の父としては東京大賞典、羽田盃に勝ったダイニヘルスオーを出した。

##### キウイカン
キウイカン（Kiwi Can）はニュージーランドの競走馬。1970年代にニュージーランドで活躍した競走馬で、特に短距離戦に強かった。
| キウイカン Kiwi Can | キウイカン Kiwi Can | 血統 ハリーオン系                    | 血統 ハリーオン系 | 血統 ハリーオン系 |
| 性                  | 騸                  | Hasty Cloud 1958 鹿毛 アイルランド   | Preciptic         | Precipitation     |
| 毛色                | 栗毛                | Hasty Cloud 1958 鹿毛 アイルランド   | Preciptic         | Double Life       |
| 生年                | 1968                | Hasty Cloud 1958 鹿毛 アイルランド   | Clouette          | Artistic          |
| 生産地              | ニュージーランド    | Hasty Cloud 1958 鹿毛 アイルランド   | Clouette          | Circignana        |
| 生産者              |                     | Naughty Ngaire 1961 ニュージーランド | Ocean Spray       | Neptune           |
| 馬主                |                     | Naughty Ngaire 1961 ニュージーランド | Ocean Spray       | Cardoness         |
| 調教師              |                     | Naughty Ngaire 1961 ニュージーランド | Roseana Lee       | Tweed             |
| 成績等              |                     | Naughty Ngaire 1961 ニュージーランド | Roseana Lee       | Lily Lu F-No.-    |

- 主な勝鞍 イースターH、チャンピオンS、ジョージアダムズH、エプソムハンデ（1600メートル）

##### プレシプティクの主な父系子孫
- Precipitic
  - Lepidoptic 1950生 牡馬 リバプールスプリングカップ、グレートヨークシャーハンデ、キングジョージ5世S
  - Prefect 1950生 牡馬 チェスターフィールドC
  - Predominate 1952生 騸馬 グッドウッドC
  - *マサタカラ 1954生 牡馬 ダイヤモンドステークス、オールカマー、カブトヤマ記念、有馬記念3着
  - Snuff Box 1957生 牡馬 ブライトンC
  - Prolific 1957生 牡馬 クイーンズヴェース オーストラリア種牡馬
  - Hasty Cloud 1958生 牡馬 エイプリルハンデ、ノーヴィックハンデ ニュージーランド種牡馬
    - Kiwi Can 1968生 騸馬 イースターH、チャンピオンS、ジョージアダムズH

  - Lomond 1960生 牡馬 イボアH ニュージーランド種牡馬
  - Ballyciptic 1962生 牡馬 ホワイトホールS
  - Marcus Brutus 1963生 牡馬 キングジョージ5世S

#### シャモセール
シャモセール（Chamossaire）はイギリス産のサラブレッドである。競走馬としてセントレジャーに優勝し、種牡馬として1964年のイギリスのチャンピオン種牡馬となった。
詳細はシャモセール参照。
| Chamossaire | Chamossaire      | 血統 ハリーオン系                | 血統 ハリーオン系 | 血統 ハリーオン系 |
| 性          | 牡               | Precipitation 1933 栗毛 イギリス | Hurry On          | Marcovil          |
| 毛色        | 栗毛             | Precipitation 1933 栗毛 イギリス | Hurry On          | Tout Suite        |
| 生年        | 1942             | Precipitation 1933 栗毛 イギリス | Double Life       | Bachelor's Double |
| 生産地      | イギリス         | Precipitation 1933 栗毛 イギリス | Double Life       | Saint Joan        |
| 生産者      | National Stud    | Snowberry 1937 鹿毛 イギリス     | Cameronian        | Pharos            |
| 馬主        | Stanhope Joel    | Snowberry 1937 鹿毛 イギリス     | Cameronian        | Una Cameron       |
| 調教師      | Richard Perryman | Snowberry 1937 鹿毛 イギリス     | Myrobella         | Tetratema         |
| 成績等      | 11戦4勝          | Snowberry 1937 鹿毛 イギリス     | Myrobella         | Dolabella F-No.-  |

- 2〜3歳時11戦4勝
  - 主な勝鞍 セントレジャー、2000ギニー4着、ダービー4着

##### 競走成績
シャモセールは3歳春のクラシックではダンテ（Dante）やロイヤルチャージャー（Royal Charger）、コートマーシャル（Court Martial）らの前に2000ギニー、ダービーと敗れた。秋には成長してセントレジャーを制した。

##### 種牡馬成績
シャモセールは種牡馬になると、イギリスやアイルランドのクラシックレースの勝馬を数頭出した。なかでもサンタクロース（Santa Claus）は1964年にアイルランドの2000ギニーと両国のダービーを制し、シャモセールはこの年のイギリスの種牡馬チャンピオンになった。

##### サンタクロース
詳細はサンタクロース (競走馬)参照。
サンタクロース（Santa Claus）は、2歳時にアイルランドのナショナルステークスを8馬身差、3歳時にアイルランド2000ギニーを3馬身差で勝ち、イギリスダービーを本命で勝った。さらに地元に戻ったアイルランドダービーも優勝した。
その後、キングジョージ6世&クイーンエリザベスステークスと凱旋門賞で、いずれも不運な敗戦で2着となったが、この年のイギリスとアイルランドの賞金王となり、父シャモセールもこの年のイギリスとアイルランドの種牡馬チャンピオンとなった。
引退して種牡馬になると、初年度産駒のレインディア（Reindeer）がアイルランドのセントレジャーに勝った。ところがその直後にサンタクロースは血栓症で早逝してしまった。その後、2年目産駒でレインディアの全妹サンタティナ（Santa Tina）がアイルランドオークスに勝った。産駒は全部で5世代で、イボアハンデ（G2）に勝ったボンノエル（Bonne Noel）やローズオブヨークハンデ（LR）に勝ったファーザークリスマス（Father Christmas）が種牡馬入りしている。最期の世代の中には、持ち込み馬として日本で走ったウエスタンリバーもおり、同馬は日本経済賞やアメリカジョッキークラブ杯で2着になった。サンタクロースの父系子孫は「サンタクロース系」と呼ばれることもある。

##### シャミエ
シャミエ（Chamier）は1950年生まれのアイルランド産馬で、アイルランドダービーの勝馬である。種牡馬としてもアイルランドのダービー馬を出した。後年には種牡馬として日本で供用された。
| Chamier | Chamier                      | 血統 ハリーオン系              | 血統 ハリーオン系 | 血統 ハリーオン系 |
| 性      | 牡                           | Chamossaire 1942 栗毛 イギリス | Precipitation     | Hurry On          |
| 毛色    | 栃栗毛                       | Chamossaire 1942 栗毛 イギリス | Precipitation     | Double Life       |
| 生年    | 1950                         | Chamossaire 1942 栗毛 イギリス | Snowberry         | Cameronian        |
| 生産地  | アイルランド                 | Chamossaire 1942 栗毛 イギリス | Snowberry         | Myrobella         |
| 生産者  |                              | Therapia 1944 鹿毛 イギリス    | Panorama          | Sir Cosmo         |
| 馬主    | A. Breasley、F. L. Vickerman | Therapia 1944 鹿毛 イギリス    | Panorama          | Happy Climax      |
| 調教師  | V.オブライエン               | Therapia 1944 鹿毛 イギリス    | Silvonessa        | Royal Dancer      |
| 成績等  | 23戦8勝                      | Therapia 1944 鹿毛 イギリス    | Silvonessa        | F-No.22-a         |

- 2〜5歳時24戦8勝
  - 主な勝鞍 アイルランドダービー、ワシントンDCインターナショナル4着

シャミエはアイルランドの2000ギニーで2着のあと、アイルランドダービーでも2位でゴールした。ところが、1位入線した同じハリーオン系のプレモニション（Premonition）が進路妨害で失格になったことで、シャミエが繰り上がり優勝になった。この年シャミエはほかにもガリニュールプレートに勝ち、秋にはアメリカに遠征してワシントンDCインターナショナルにも出場し、ヨーロッパ馬としては、優勝のワードン（Worden）に次ぐ4着になった。古馬になると、4・5歳の時にサンダウン競馬場のコロネーションステークス（3歳牝馬限定のG1とは同名の別の競走。）を連覇したほか、引退するまでに8勝をあげた。
引退してアイルランドで種牡馬になると、最初の世代から出たシャモール（Chamour）がアイルランドダービーを勝ち、翌年の産駒からもアイルランド2000ギニーの勝馬ライトイヤー（Light Year）が登場した。10シーズンの後、シャミエは日本に輸出されて種牡馬になった。しかし日本では特筆すべき産駒を出さないまま、1971年10月に死んだ。母の父としては、京都牝馬特別など中央競馬で9勝をあげ、フジノマッケンオー（1994年JRA賞最優秀ダートホース）の母となったドミナスローズを出している。

##### カンブルマー
カンブルマー（Cambremer）は1953年生まれのフランス産馬で、イギリスセントレジャーやフランスのカドラン賞の勝馬である。3歳時、ヴィシー大賞典（2600メートル）を勝ち、セントレジャー（約2937メートル）ではホーンビーム（父ハイペリオン）を破って優勝した。古馬になってからはカドラン賞（4000メートル）に勝ち、イギリスへわたってアスコットゴールドカップ（約4023メートル）にも挑戦したが、2着に敗れた。

##### ユアハイネス
ユアハイネス（Your Highness）は1958年生まれのイギリス産馬である。馬主はシャモセールと同じStanhope Joel。調教師はH. Cottrillである。アイルランドダービーに勝ち、アイルランドセントレジャーでも2着になった。4歳の時にはイギリスでコロネーションカップで2着になった。良血と馬体に恵まれ、種牡馬として日本に輸入され、配合牝馬にも恵まれたが 大した産駒は出さずに終わった。日本での重賞勝馬はケイタカシ（大阪杯、金杯）だけであるが、ミホノブルボンの祖母の父として名を残した。

##### シャモセールの主な父系子孫
*太字は本項で説明している馬。
*「英」はイギリス、「愛」はアイルランドを示す。
- Chamossaire 牡馬 1942生 セントレジャー 1964英チャンピオンサイヤー
  - Le Sage 牡馬 1948年 サセックスS
  - Cambremer 牡馬 1953生 セントレジャー カドラン賞
  - *ユアハイネス 牡馬 1958生 愛ダービー 愛セントレジャー2着
  - Santa Claus 牡馬 1961生 英ダービー、愛ダービー、愛2000ギニー
    - Reindeer 牡馬 1966生 愛セントレジャー ケルゴルレイ賞
    - Santa Tina 牝馬 1967生 愛オークス
    - Bonne Noel 牡馬 1969生 イボアハンデ
      - Noelino 騸馬 1976生 ニジンスキーステークスG2
      - Little Bonny 牝馬 1977 パンアメリカンハンデG2、ヴェルメイユ賞2着、愛オークス2着

    - Father Christmas 牡馬 1970生
      - Deck the Halls 牝馬 1977生 ローズヒルギニーG1

    - *ウエスタンリバー 牡馬 1970 日本経済賞2着

  - *シャミエ 牡馬 1950生 愛ダービー ワシントンDCインターナショナル4着
    - Chamour 牡馬 1957 愛ダービー
    - Light Year 牡馬 1958 愛2000ギニー

#### エアボーン
エアボーン（Airborne）はイギリスの競走馬。史上4頭目の芦毛のイギリスダービー馬である。
| Airborne | Airborne                        | 血統 ハリーオン系                | 血統 ハリーオン系 | 血統 ハリーオン系 |
| 性       | 牡                              | Precipitation 1933 栗毛 イギリス | Hurry On          | Marcovil          |
| 毛色     | 芦毛                            | Precipitation 1933 栗毛 イギリス | Hurry On          | Tout Suite        |
| 生年     | 1943                            | Precipitation 1933 栗毛 イギリス | Double Life       | Bachelor's Double |
| 生産地   | アイルランド                    | Precipitation 1933 栗毛 イギリス | Double Life       | Saint Joan        |
| 生産者   | Lt.Colonel Harold Boyd-Rochfort | Bouquet 1932 芦毛 イギリス       | Buchan            | Sunstar           |
| 馬主     | John Ferguson                   | Bouquet 1932 芦毛 イギリス       | Buchan            | Hamoaze           |
| 調教師   | Richard Perryman                | Bouquet 1932 芦毛 イギリス       | Hellespont        | Gay Crusader      |
| 成績等   | 11戦5勝                         | Bouquet 1932 芦毛 イギリス       | Hellespont        | Barrier F-No.-    |

- 2〜5歳時11戦5勝
  - 主な勝鞍 ダービー、セントレジャー、プリンセスオブウェールスステークス

エアボーンは、王室専属調教師のサー・セシルの兄弟であるハロルド・ボイドロッチフォート大佐がアイルランドで生産した。当時は第二次世界大戦中で、ロンドンを始めイギリス国内も空爆を受けていた。エアボーンは1歳の時にセリに出て、3900ギニーで落札された。調教師のリチャード・ペリーマンは前年に同じプリシピテーション産駒のシャモセールを手がけている。

##### 競走成績
エアボーンはハリーオン系の典型的な晩成タイプで、成長が遅れ気味で2歳の時（1945年）は4戦して未勝利だった。最良の競走は、デューハーストステークスで4着に入ったものである。
エアボーンは3歳になった1946年の4月になって1マイル半（約2400メートル）の未勝利戦を勝ち、ダービーに出走した。エプソム競馬場は戦争中、対空陣地として使われていたが、大戦終結をうけて、この年から数年ぶりにダービーがエプソム競馬場で行われることになった。
未勝利戦を勝ったばかりのエアボーンは51倍と人気薄だった。終始後方を進んだエアボーンは、最後の直線で追い込み、残り200メートルで先頭に立っていたガルフストリームをとらえ、1馬身差をつけて優勝した。芦毛馬のダービー優勝は10年ぶり、史上4頭目だった。
その後、7月にプリンセスオブウェールズステークスで古馬を破り、8月にニューマーケット競馬場のスタントニーステークスで同着優勝になった。9月のセントレジャーでは4倍と本命になり、ミューレン（Murren）を半馬身抑えて優勝した。調教師のペリーマンにとっては前年のシャモセールに続いて、2年連続のセントレジャー制覇だった。
10月に、新設されたキングジョージ6世ステークス（キングジョージ6世&クイーンエリザベスステークスの前身）に出た。この競走は凱旋門賞に対抗して創設された国際競走（凱旋門賞#競合レースの登場参照。）で、フランスからはパリ大賞典の勝馬スヴレン（Souverain）、2歳チャンピオンのニルガル（Nirgal）、フランスダービー2着のエルスヌール（Elseneur）が遠征し、アイルランドダービー馬のブライトニュース（Bright News）も参戦、国際3歳馬対決と宣伝された。勝ったのはスヴレンで、2着にはアイルランドダービー馬のブライトニュース（Bright News）が入り、エアボーンは3着に敗れた。その後の古馬になると調教を行うことも難しくなり、引退して種牡馬になった。

##### 種牡馬成績
エアボーンは種牡馬としては期待はずれに終わった。最良の産駒は障害馬のフライングボルト（Flyingbolt）、アイルランドオークスに勝ちイギリスオークスでも2着になった牝馬シルクングライダー（Silken Glider）である。日本との関連では、産駒の牝馬ソーダストリームが日本に輸入され、アローエクスプレスやミオソチスを産んだ。
このほかエアボーン産駒のネフォス（Nephos）はギリシアで種牡馬として成功し、ギリシアダービーの優勝馬を複数出している。

##### エアボーンの主な父系子孫
*愛はアイルランド、英はイギリス。
- Airborne
  - Nephos 1950 牡馬
    - Mahi 1965 牝馬 ギリシアダービー

  - Flying Story 1952 アングルシーS、愛2000ギニー2着、セントジェイムズパレスS2着。アメリカ種牡馬。
  - *ソーダストリーム 1953 牝馬
  - Silken Glider 1954 牝馬 愛オークス、英オークス2着
  - Flyingbolt 1959 騸馬 クインマザーチャンピオンチェイス、愛グランドナショナル

##### 本節に関する出典
- 『ダービーの歴史』アラステア・バーネット、ティム・ネリガン著、千葉隆章・訳、（財）競馬国際交流協会刊、1998、p125
- 『サラブレッドの世界』サー・チャールズ・レスター著、佐藤正人訳、サラブレッド血統センター刊、1971、p498
- 『CLASSIC PEDIGREES 1776-2005』Michael Church編、Raceform刊、2005、p291

#### カウントレンダード
カウントレンダード（Count Rendered）はイギリス産の競走馬。ニュージーランドで種牡馬となり、1962/63シーズンのチャンピオンサイアーとなった。
| カウントレンダード Count Rendered | カウントレンダード Count Rendered | 血統 ハリーオン系         | 血統 ハリーオン系 | 血統 ハリーオン系 |
| 性                                | 牡                                | Precipitation 1933年 栗毛 | Hurry On          | Marcovil          |
| 毛色                              | 鹿毛                              | Precipitation 1933年 栗毛 | Hurry On          | Tout Suite        |
| 生年                              | 1945                              | Precipitation 1933年 栗毛 | Double Life       | Bachelor's Double |
| 生産地                            | イギリス                          | Precipitation 1933年 栗毛 | Double Life       | Saint Joan        |
| 生産者                            |                                   | Lady Sybil 1940年 鹿毛    | Nearco            | Pharos            |
| 馬主                              |                                   | Lady Sybil 1940年 鹿毛    | Nearco            | Nogara            |
| 調教師                            |                                   | Lady Sybil 1940年 鹿毛    | Sister Sarah      | Abbots Trace      |
| 成績等                            |                                   | Lady Sybil 1940年 鹿毛    | Sister Sarah      | Sarita F-No.14-c  |

カウントレンダードは現役時代は9戦3勝、小さなステークスに勝った程度の競走馬だった。引退後ニュージーランドに渡ると、すぐに産駒からシンタックス（Syntax）が登場して大活躍をした。
カウントレンダードは、5代母がプリティーポリーという名門牝系に属する。同馬の祖母シスターサラ（Sister Sarah）はニアークティック（Nearctic）やシーフュリューなどの祖母、ノーザンテーストの曾祖母として知られている。

##### カウントレンダードの主な父系子孫
- Count Rendered NZ種牡馬
  - Syntax 1952 牡馬 旧ニュージーランドダービー、グレートノーザンダービー、NZセントレジャー
    - Styx 1963 騸馬 キングスプレート

  - Stipulate 1957 牡馬 グレートノーザンダービー、オークランドC NZ種牡馬

#### サマータイム
サマータイム（Summertime）はニュージーランドでチャンピオンサイアーになった。
| Summertime | Summertime | 血統 ハリーオン系                | 血統 ハリーオン系 | 血統 ハリーオン系 |
| 性         | 牡         | Precipitation 1933 栗毛 イギリス | Hurry On          | Marcovil          |
| 毛色       | 鹿毛       | Precipitation 1933 栗毛 イギリス | Hurry On          | Tout Suite        |
| 生年       | 1946       | Precipitation 1933 栗毛 イギリス | Double Life       | Bachelor's Double |
| 生産地     | イギリス   | Precipitation 1933 栗毛 イギリス | Double Life       | Saint Joan        |
| 生産者     |            | Great Truth 1937 鹿毛 イギリス   | Bahram            | Blandford         |
| 馬主       |            | Great Truth 1937 鹿毛 イギリス   | Bahram            | Friar's Daughter  |
| 調教師     |            | Great Truth 1937 鹿毛 イギリス   | Frankly           | Franklin          |
| 成績等     | 14戦7勝    | Great Truth 1937 鹿毛 イギリス   | Frankly           | Malva F-No.-      |

サマータイムは競走馬としては主要な競走での勝鞍はないが、ニュージーランドに渡って種牡馬になり、ニュージランドのリーディングサイアーで3シーズン、首位になった。

##### 種牡馬成績
ニュージーランドでは1930年代にハリーオン系のハンティングムーンが6シーズン連続のチャンピオンサイアーになるなど、もともとハリーオン系が活躍していた。サマータイムはニュージーランド、オーストラリアの活躍馬を輩出し、なかでもソビグ（Sobig）はニュージーランドでグレートノーザンダービーを勝ち、自身も種牡馬として大成功した。ソビグの子にはメルボルンカップを連覇したシンクビッグ（Think Big）がいる。
ヤサカと同世代で牝馬のミスブゼンも外国産馬として中央競馬で走り、子孫にコスモドリーム（オークス）、ラッキーゲラン（阪神3歳S、毎日王冠）、ウインブライト（香港カップなど）、サトノレーヴ（高松宮記念など）が出た。

##### ヤサカ
ヤサカはニュージーランド産のサラブレッドで、日本で競走馬として走り、重賞5勝を含む20勝をあげた。種牡馬としても成功した。
| ヤサカ | ヤサカ           | 血統 ハリーオン系             | 血統 ハリーオン系 | 血統 ハリーオン系 |
| 性     | 牡               | Summertime 1946 鹿毛 イギリス | Precipitation     | Hurry On          |
| 毛色   | 栗毛             | Summertime 1946 鹿毛 イギリス | Precipitation     | Double Life       |
| 生年   | 1952             | Summertime 1946 鹿毛 イギリス | Great Truth       | Bahram            |
| 生産地 | ニュージーランド | Summertime 1946 鹿毛 イギリス | Great Truth       | Frankly           |
| 生産者 |                  | Oleno 1943 ニュージーランド   | Vaals             | Valais            |
| 馬主   | 熊谷新太郎       | Oleno 1943 ニュージーランド   | Vaals             | Galtee Queen      |
| 調教師 | 武田文吾         | Oleno 1943 ニュージーランド   | Paxeno            | Bronze Eagle      |
| 成績等 | 32戦20勝         | Oleno 1943 ニュージーランド   | Paxeno            | Archeno F-No.-    |

ヤサカは昭和28年（1953年）に競走馬としてニュージーランドから日本へ輸入された。輸入したのは西日本馬主協会である。北半球にある日本と南半球のニュージランドは季節が逆転するので、馬の誕生時期も半年ズレがあり、ヤサカは一般的な日本産のサラブレッドと比較して半年ほど幼く、成長が遅れているというハンデがある。
ヤサカは3歳（1955年）の1月（前述の通り、出生時期の違いのせいで、ヤサカにとっては実質的に2歳の夏に相当する）にデビューすると、京都4歳特別や毎日杯を含めて6連勝した。ヤサカは外国産馬なのでクラシック競走の出走資格がなかったが、秋になると京都杯で、この年の皐月賞とダービーで2着になったカミサカエを破り、さらに朝日チャレンジカップではカミサカエより1キロ重い斤量を背負って勝った。ヤサカは3歳時だけで15戦して12勝、残りの3回も全て2着という成績だった。特に秋シーズンは毎回60キロ以上を背負って5連勝している。
この年のクラシックは、皐月賞をケゴンが勝ち、不良馬場で行われたダービーは人気薄のオートキツがまんまと逃げ切り、菊花賞はメイヂヒカリが勝った。当時はまだ有馬記念はなく、春の天皇賞を勝って地方に転出したタカオーや、秋の天皇賞を勝ったダイナナホウシュウをおさえて、オートキツがこの年の年度代表馬に選出された。しかし、皐月賞とダービーで2着のカミサカエを破り、この年に重賞4勝をあげたヤサカを年度代表馬に相応しいとするものもあった。
古馬になると、中京競馬場のダート1600メートルでレコード勝ちするなど、春に2勝をあげて天皇賞（春）に挑んだ。それまで最長で2400メートルまでしか走ったことがないヤサカは4番人気に支持されたが、10着に大敗した（勝ったのはメイヂヒカリ）。これがヤサカの競走生活で唯一掲示板を外した競走となった。
秋の京都杯（当時は古馬も出走することができた）では、1歳下の世代の2歳牝馬チャンピオンのトサモアーを破り、京都杯連覇を達成した。ヤサカは5歳の春まで走ったが、出走する競走のほぼ全てで63キロ以上を背負った。最終的な戦績は32戦20勝である。
ヤサカは種牡馬になると、自分自身と同様、短距離でスピードのある産駒を出した。まず、2年目の産駒にカネツセーキが出て、1961年の2歳馬チャンピオンになった。カネツセーキは翌年（1962年）も最良スプリンターに選出され、この年はほかにもヨシシオが阪神牝馬特別に勝った。しかしヤサカはその直後に死んでしまい、1963年生まれが最後の世代となった。この中のネイチブランナーは、成長につれて距離を克服し、4歳の秋には天皇賞（秋）（3200メートル）で2着になった。母の父としてはマイラーズカップなど中央競馬重賞を5勝し種牡馬となったシルバーランドや1968年の最優秀3歳牝馬に選出されたショウゲッコウ（ヒダカスズラン）を出している。

##### カネツセーキ
カネツセーキは日本産の競走馬。日本で走ったハリーオン系の競走馬としては最も活躍し、2年に渡ってチャンピオンに選ばれた。
| カネツセーキ | カネツセーキ   | 血統 ハリーオン系                 | 血統 ハリーオン系 | 血統 ハリーオン系 |
| 性           | 牡             | ヤサカ 1952 栗毛 ニュージーランド | Summertime        | Precipitation     |
| 毛色         | 鹿毛           | ヤサカ 1952 栗毛 ニュージーランド | Summertime        | Great Truth       |
| 生年         | 1959           | ヤサカ 1952 栗毛 ニュージーランド | Oleno             | Vaals             |
| 生産地       | 北海道・三石   | ヤサカ 1952 栗毛 ニュージーランド | Oleno             | Paxeno            |
| 生産者       | 原島牧場       | ミスレコード 1948 鹿毛 日本       | ハクリュウ        | ラシデヤー        |
| 馬主         | カネツ株式会社 | ミスレコード 1948 鹿毛 日本       | ハクリュウ        | フロリスト        |
| 調教師       | 久保田金造     | ミスレコード 1948 鹿毛 日本       | ハイネラ          | High Cloud        |
| 成績等       | 26戦12勝       | ミスレコード 1948 鹿毛 日本       | ハイネラ          | Rounella F-No.-   |

カネツセーキは1961年に2歳で札幌でデビューして以来、その年の暮れまでに無敗の8連勝を成し遂げた。そのうち3戦はレコードタイムでの勝利であり、芝1200メートルの記録を3回更新した。12月には朝日杯3歳ステークスも勝って、カネツセーキは最優秀3歳牡馬（2000年以降の表現では最優秀2歳牡馬に相当する）に選出された。
3歳になると、当時は砂馬場で行われていたきさらぎ賞で5着に敗れて連勝記録がストップしたが、皐月賞直前のスプリングステークスは後続を1.2秒引き離して圧勝した。これで皐月賞も本命で迎えたが、2歳時に負かしたことがあるヤマノオーに1 1/4馬身及ばず2着に敗れた。続くダービーでも本命に支持されたが、32頭中28着に大敗した。
秋は初戦のオープン戦は勝ったものの、京都杯（1番人気で5着）、菊花賞（15着）、京都杯（1番人気で13着）と敗れた。
しかしこの年、カネツセーキは最良スプリンターに選ばれ、2年連続のチャンピオンとなった。カネツセーキはその後も走ったが、重賞はハナ差で勝った金杯しか勝てなかった。

##### ソビグ
ソビグ（Sobig）は、サマータイムがオセアニアで出した数多くの活躍馬の中でも、特に種牡馬として成功し、その父系を発展させた。
ソビグ自身にはハリーオン3×5の近親交配があるほか、父サマータイム、母の父ルースレス（Ruthless）、祖母の父フォックスブリッジ（Foxbridge）と、3代にわたってニュージーランドのチャンピオンサイヤーが交配されてきた牝系の出である。競走馬としては、ソビグはニュージーランドのグレートノーザンダービー（現在のニュージーランドダービーの前身）やワイカトギニーズ、トレンサムステークスなど12勝をあげた。
種牡馬になったソビグは次々と活躍馬を出した。主なものはシンクビッグ（次項）のほか、ソバー Sobar（コーフィールドカップ）、キラマ Kirrama（NZ3歳チャンピオン、グレートノーザンダービー、ウエリントンダービー）、コロボリー Corroboree（NZ3歳牡馬チャンピオン）、ブラックウィロウ Black Willow（NZ2歳牝馬チャンピオン）、ソコールド（コックスプレート）、ワールドニュース（南アフリカギニーズ）など、重賞勝馬は多数にのぼり、オーストラリアとニュージーランドの総合リーディングサイヤーでは3シーズンにわたって3位にランクインした。

##### シンクビッグ
シンクビッグ（Think Big）はメルボルンカップを連覇した名競走馬である。
| シンクビッグ（Think Big） | シンクビッグ（Think Big） | 血統 ハリーオン系                | 血統 ハリーオン系 | 血統 ハリーオン系 |
| 性                        | 騸                        | Sobig 1961 鹿毛 ニュージーランド | Summertime        | Precipitation     |
| 毛色                      | 鹿毛                      | Sobig 1961 鹿毛 ニュージーランド | Summertime        | Great Truth       |
| 生年                      | 1970                      | Sobig 1961 鹿毛 ニュージーランド | Passive           | Ruthless          |
| 生産地                    | ニュージーランド          | Sobig 1961 鹿毛 ニュージーランド | Passive           | Zenith            |
| 生産者                    | Estate of L. A. Alexander | 1954 鹿毛 ニュージーランド       | Oman              | Goya              |
| 馬主                      | Dato Tan Chin Nam         | 1954 鹿毛 ニュージーランド       | Oman              | Sparta            |
| 調教師                    | Bart Cummings             | 1954 鹿毛 ニュージーランド       | Citril            | Defaulter         |
| 成績等                    |                           | 1954 鹿毛 ニュージーランド       | Citril            | Citoyenne F-No.-  |

シンクビッグにはハリーオン4×6×5の近親交配がある。シンクビッグは、トレンサムのセリで売りに出され、10000ドルでマレーシアの事業家、タン・チン・ナムが購入した。
シンクビッグは2歳の時に8戦したが、1勝しかできなかった。3歳のときは15戦して5勝したが、最良の成績はブリスベンカップでの3着だった。4歳（1974年）になって3200メートルのメルボルンカップに出たが、本命の同厩舎のレイラニ（Leilani）を最後の15メートルでかわして優勝した。シンクビッグはその後、1年間勝ちに見離されたが、翌年（1975年）のメルボルンカップで58キロ（メルボルンカップはハンデ戦で、58キロは優勝馬としてはかなり重いハンデの部類にはいる。）を背負って勝った。シンクビッグはステイヤーでメルボルンカップの長距離が向いていたと考えられている。シンクビッグは騸馬だったので種牡馬にはならず、引退後は、メルボルンカップの2度の優勝で騎乗していたハリー・ホワイト騎手の私有牧場で余生を過ごし、1995年まで生きた。

##### サマータイムの主な父系子孫
- Summertime
  - *ミスブゼン 1952 牝馬 11勝
  - Summersette 1952 牝馬 16勝 キングジョージH2回
  - *ヤサカ 1952 牡馬 20勝 朝日CC、毎日杯、京都杯2回
    - カネツセーキ 1959 牡馬 最優秀2歳牡馬・最良スプリンター 朝日杯3歳S スプリングS
    - ネイチブランナー 京阪杯 天皇賞2着

  - *サムタイム 1958 牡馬 58戦22勝 コーフィールドC、コーフィールドS、セントジョージS
    - ファストバンブー 1967 牡馬 阪急杯

  - Summer Regent 1958 騸馬 コックスプレート
  - Summer Fair 1958 牡馬 AJCダービー、コーフィールドC
  - Summer Prince 1959 騸馬 AJCダービー
  - Summer Fiesta 1960 騸馬 AJCダービー
  - Sir Dane 1960 牡馬 コックスプレート
  - Sobig 1961 牡馬 グレートノーザンダービー
    - Kirrama 1967 牡馬 NZ3歳チャンピオン。グレートノーザンダービー、ウェリントンダービー、ワイカトギニーズ
    - Rustler 1968 牡馬 ウェリントンカップ
    - Sobar 1969 牡馬 コーフィールドC、コーフィールドギニーズ
    - Corroboree 1969 騸馬 NZ3歳チャンピオン。グレートノーザンダービー
    - Think Big 1970 騸馬 メルボルンカップ2回
    - So Called 1974 牡馬 VRCセントレジャー、コックスプレート

  - Fair Summer 1962 ローズヒルギニーズ
  - Star Belle 1963 牝馬 ニュージーランドオークス
  - Broker's Tip 1965 牡馬 カンタベリーギニーズ、エプソムH、オールエイジドS

#### シュプリームコート
シュプリームコート（Supreme Court）はイギリス産のサラブレッド。第1回のKジョージ6世&Qエリザベスステークスをレコード勝ちした。種牡馬としても成功した。
| Supreme Court | Supreme Court | 血統 ハリーオン系                                   | 血統 ハリーオン系 | 血統 ハリーオン系 |
| 性            | 牡            | Precipitation 1933 栗毛 イギリス またはPersian Gulf | Hurry On          | Marcovil          |
| 毛色          | 鹿毛          | Precipitation 1933 栗毛 イギリス またはPersian Gulf | Hurry On          | Tout Suite        |
| 生年          | 1948          | Precipitation 1933 栗毛 イギリス またはPersian Gulf | Double Life       | Bachelor's Double |
| 生産地        | イギリス      | Precipitation 1933 栗毛 イギリス またはPersian Gulf | Double Life       | Saint Joan        |
| 生産者        | Thomas Lilley | Forecourt 1943 鹿毛 イギリス                        | Fair Trial        | Fairway           |
| 馬主          | Vera Lilley   | Forecourt 1943 鹿毛 イギリス                        | Fair Trial        | Lady Juror        |
| 調教師        | Evan Williams | Forecourt 1943 鹿毛 イギリス                        | Overture          | Dastur            |
| 成績等        | 11戦5勝       | Forecourt 1943 鹿毛 イギリス                        | Overture          | Overmantle F-No.- |

- 2〜5歳時11戦5勝
  - 主な勝鞍 Kジョージ6世＆Qエリザベスステークス、キングエドワード7世ステークス、ホーリスヒルステークス、チェスターヴェース

1942年の種付けシーズンに、シュプリームコートの母であるフォアコート（Forecourt）には、プレシピテーションとパーシャンガルフ（Persian Gulf）とが交配された。現在では繁殖牝馬に対して1シーズンに異なる種牡馬が交配されることは稀だが、当時はこうしたやり方は許容されていた。生まれてきた子の父馬がどちらであるかは様々な状況を合理的に考慮して決められており、シュプリームコートの場合は父がプレシピテーションであろうとされている。ただし公式な血統記録には「プレシピテーションまたはパーシャンガルフ（Presipitation or Persian Gulf）」のように記録されるし、リーディングサイヤーを決定する際の収得賞金には加算されない。本項では父馬がプレシピテーションであるとして説明する。
シュプリームコートは仔馬の時に2000ギニーで売りに出されたが、買い手がつかなかった。そこで生産者のトーマス・リリーは、シュプリームコートを妻のヴェラへ9回目の結婚記念日のプレゼントにすることにした。誰もシュプリームコートに期待していなかったのでクラシック登録も行わなかった。ニューマーケットのマーカス厩舎に預けられたが、アガ・カーンが持ち馬をマーカス厩舎に預けることになると、馬房をあけるためにシュプリームコートは追い出されてしまい、やむなくキングスクレアのイワン・ウィリアムスが預かることになった。

##### 競走成績
シュプリームコートは2歳（1950年）でデビューし、ホーリスヒルステークスに勝った。
3歳（1951年）になると、ホワイトロッジステークスを勝った後、シュプリームコートにはクラシック登録がないのでダービーには出られないのだが、ダービー前哨戦として知られるチェスターヴェースに出て無敗のまま優勝した。チェスターヴェースは、ダービーの1ヶ月前にダービー（12ハロン10ヤード＝約2423メートル）と同距離（1マイル4ハロン66ヤード＝約2474メートル）で行われるため、一般にはダービーの前哨戦の一つと考えられている。
この年のダービーはアークティックプリンスが勝った。6馬身差の2着だったシビルズネフュー（Sybil's Nephew）は、キングエドワード7世ステークス（1マイル4ハロン＝約2414メートル）に出たが、シュプリームコートはここでシビルズネフューを破った。ダービー馬アークティックプリンスと無敗のシュプリームコートのどちらが強いのか話題になったが、シビルズネフューにつけた着差を物差しにするなら、アークティックプリンスのほうが上ということになる。
この年は大英博覧会開催100周年にあたり、イギリスでは夏に大々的に「英国祭（en:Festival of Britain）」を行った。ヨーロッパの競馬界では、数年前に凱旋門賞が賞金を引き上げて史上空前の3000万フランの高額賞金競走となって、世界中の一流馬を集めて大成功していた。一方、アスコット競馬場で同時期に行われてきたキングジョージ6世ステークスは凱旋門賞に出走馬を持って行かれて撤退を余儀なくされた。そこでアスコット競馬上では、英国祭にあわせて、従来から夏に行ってきたクイーンエリザベスステークスとキングジョージ6世ステークスを統合し、7月に新設の高額賞金競走を企画した。このフェスティバル・オブ・ブリテン・ステークス（英国祭大賞）は、1着賞金が25000ポンドを超え、英国競馬史上、最高賞金の競走になった。
この大イベントには、フランスから前年の凱旋門賞馬タンティエームがやってきた。ダービー馬アークティックプリンスも出走を表明し、ほかにもクラシック勝馬が何頭も出走した。レースの序盤からモスボローが速いペースで逃げ、最期の直線を向くと、シュプリームコートとズッケロ（Zucchero）との一騎討ちになった。200メートルに及ぶ争いの末、シュプリームコートが3/4馬身差で勝ち、走破タイムの2分29秒4はコースレコードになった。タンティエームは離された3着どまりだった。前述のとおり、シュプリームコートの獲得賞金は父プレシピテーションに加算されないが、もしシュプリームコートの賞金を加えると、プレシピテーションはこの年のイギリスのチャンピオンサイヤーとなる。
- フェスティバルオブブリテンステークスの動画 - 14番がシュプリームコート。直線で一度先頭に立つ芦毛馬はウィンストン・チャーチル所有馬のコロニスト（Colonist、4着。）。

##### 種牡馬成績
シュプリームコートは種牡馬になって10年間供用された。産駒で最も大きなレースに勝ったのは牝馬のゴールデンガール（Golden Girl）で、フランスのヴェルメイユ賞に勝った。
牡馬ではエンシャントライツ（Ancient Lights）が2歳の時にデューハーストステークスに勝ち、アルゼンチンで種牡馬になった。このほかミドルパークステークスに勝ったパイプオブピース（Pipe of Peace）、ジムクラックステークスに勝ったテストケイス（Test Case）、ジョッキークラブステークスに勝ったコートプリンス（Court Prince）あたりが代表産駒である。一流競走馬の牡馬は出ず、活躍馬の多くはオーストラリアやニュージーランドに売却されて種牡馬になった。また、カドマス（Cadmus）はフランスでダルクール賞に勝ち、オランダへ輸出されて種牡馬になっている。
ロダン（Rodin）は競走馬としては未勝利だったが、リボーの半弟ということで注目を集め、アルゼンチンへ輸出されて種牡馬となったが全くダメだった。その後フランス、日本と転売を繰り返されたが活躍馬は出ず、最後は日本で2年供用されただけで死んだ。父、母の父として活躍馬は出していないが、皐月賞馬ドクタースパートの2代母の父にその名が見られる。日本で最も成功したシュプリームコートの産駒は牝馬のマイリーで、繁殖牝馬として日本に輸入されると、のちに“華麗なる一族”と呼ばれる一流馬の祖になった。

##### パイプオブピース
パイプオブピース（Pipe of Peace）は2歳時にミドルパークステークスに勝ち、3歳になって2000ギニーとダービーともに3着になった。ほかにラスメモリアルステークスやゴードンステークス、グリーナムステークス、ハーストボーンステークスにも勝っている。パイプオブピースはオーストラリアで種牡馬になると多くの活躍馬を出した。

##### テストケイス
テストケイス（Test Case）は2歳時にジムクラックステークスを勝ち、3歳の時はセントジェイムズパレスステークスで3着になった。ニュージーランドで種牡馬になると、ニュージランドのチャンピオンホースを輩出し、1968/1969シーズンから1971/1972シーズンまで4年連続で種牡馬ランキング10位以内に入った。代表産駒はベンロモンド（Ben Lomond）で、ウェリントンダービー、グレートノーザンダービーの両方をレコード勝ちしたのをはじめ、多くの重賞を勝って1967/68シーズンの3歳チャンピオンになった。牝馬のマーニー（Marnie）は1969/70シーズンの3歳牝馬チャンピオン、カウンセル（Counsel）は1972/73シーズンの2歳チャンピオンである。
これより早く、テストケイスの半兄のテッソ（Tesso）が1960年代に日本で種牡馬になって天皇賞馬コレヒデを出すなど大成功しており、テストケイスは1971年に日本に売却されて北海道で供用された。しかし日本では京都大賞典に勝ったイシノマサル以外活躍馬を残せなかった。母の父としては北海優駿勝ち馬ダービーコートなどを出している。

##### ニューカイモン
ニューカイモンは日本産の競走馬で、東海公営競馬で長く走り、1970年代の東海公営を代表する活躍馬になった。
| ニューカイモン | ニューカイモン | 血統 ハリーオン系                               | 血統 ハリーオン系 | 血統 ハリーオン系     |
| 性             | 牡             | *ゼモングース The Mongoose 1955 黒鹿毛 イギリス | Supreme Court     | Precipitation         |
| 毛色           | 鹿毛           | *ゼモングース The Mongoose 1955 黒鹿毛 イギリス | Supreme Court     | Forecourt             |
| 生年           | 1969           | *ゼモングース The Mongoose 1955 黒鹿毛 イギリス | Rikki Tikki       | Big Game              |
| 生産地         | 日本・新冠     | *ゼモングース The Mongoose 1955 黒鹿毛 イギリス | Rikki Tikki       | Eatsern Empress       |
| 生産者         | 石田牧場       | アイチテンプウ 1956 鹿毛 日本                   | トシシロ          | ダイオライト          |
| 馬主           |                | アイチテンプウ 1956 鹿毛 日本                   | トシシロ          | 月城                  |
| 調教師         |                | アイチテンプウ 1956 鹿毛 日本                   | ミスフォード      | トキノチカラ          |
| 成績等         | 47戦22勝       | アイチテンプウ 1956 鹿毛 日本                   | ミスフォード      | トウアフォード F-No.- |

- 2〜6歳時44戦20勝（東海）、7歳時3戦2勝（中央・障害）
  - 主な勝鞍 東海桜花賞、ゴールドカップ（笠松）、ダイヤモンド特別、サマーハンデ、岐阜大賞

ニューカイモンの母系を遡ると、8代前に、明治時代に活躍した豪サラのミラにたどり着く。このためニューカイモンはサラブレッドではなく、サラブレッド系種に分類される。
ニューカイモンは東海公営競馬で長い間一流馬として活躍した。引退後は北海道の門別で種牡馬になり、1991年まで供用されていた。代表産駒は牝馬のマツノフェアー（東海4歳牝馬特別）である。

##### シュプリームコートの主な父系子孫
*伯はブラジル。
- Supreme Court
  - *マイリー 1953 牝馬
  - Final Court 1953 牡馬
    - City Court 1964 騸馬 ウェリントンカップ

  - Pipe of Peace 1954 牡馬 ミドルパークS
    - Piper's Son 1959 牡馬 メトロポリタンハンデキャップ (オーストラリア)
    - Great Exploits 1964 騸馬 チッピングノートンステークス
    - Black Onyx 1965 騸馬 サイヤーズプロデュースS
    - Always There 1965 牡馬 VRCダービー、ムーニーバレーS(G2)

  - *ゼモングース 1955 牡馬
    - ニューカイモン 1969 牡馬 東海桜花賞、ゴールドカップ、ダイヤモンド特別

  - Huaralino 1957 牡馬 パナマ・チャンピオンサイヤー
  - Ancient Lights 1957 牡馬 デューハーストステークス
    - Altier 1967 牡馬 伯・共和国大統領大賞

  - *テストケイス 1958 牡馬 ジムクラックS
    - Ben Lomond 1964 牡馬 ニュージーランド3歳チャンピオン
    - Marnie 1966 牝馬 ニュージーランド3歳牝馬チャンピオン
    - Counsel 1971 牡馬 ニュージーランド2歳チャンピオン
    - Llananthony 1968 牡馬 ニュージーランドセントレジャー、ウェリントンダービー
      - Yes Indeed 1989 騸馬 ウェリントンカップ

    - イシノマサル 1972 牡馬 京都大賞典
    - ハッピーダービー 1974 牡馬 福島3歳ステークス2着。種牡馬

  - King's Son 1958 牡馬
    - Mansoor 1969 騸馬 インドダービー

  - Fraxinus 1960 IRE 牡馬 ブライトンチャレンジC（コースレコード） NZ種牡馬
    - Iechyd NZ2000ギニー2着、ウェリントンダービー3着

  - Golden Girl 1963 牝馬 ヴェルメイユ賞
  - Cadmus 1963 牡馬 ダルクール賞
    - Gravelines 1972 牡馬 ジャックルマロワ賞G1、ムーランドロンシャン賞G2、パンアメリカンHG2

#### プレモニション
プレモニション（Premonition）はイギリス産の競走馬。セントレジャーに勝った。種牡馬としても一定の成功をおさめた。
| プレモニション Premonition | プレモニション Premonition | 血統 ハリーオン系         | 血統 ハリーオン系 | 血統 ハリーオン系        |
| 性                         | 牡                         | Precipitation 1933年 栗毛 | Hurry On          | Marcovil                 |
| 毛色                       | 鹿毛                       | Precipitation 1933年 栗毛 | Hurry On          | Tout Suite               |
| 生年                       | 1950                       | Precipitation 1933年 栗毛 | Double Life       | Bachelor's Double        |
| 生産地                     | イギリス                   | Precipitation 1933年 栗毛 | Double Life       | Saint Joan               |
| 生産者                     | Dunchurch Lodge Stud       | Trial Ground 1944年 鹿毛  | Fair Trial        | Fairway                  |
| 馬主                       | Wilfred Penfold Wyatt      | Trial Ground 1944年 鹿毛  | Fair Trial        | Lady Juror               |
| 調教師                     | Cecil Boyd-Rochfort        | Trial Ground 1944年 鹿毛  | Tip the Wink      | Tetratema                |
| 成績等                     | 14戦8勝                    | Trial Ground 1944年 鹿毛  | Tip the Wink      | Golden Silence F-No.14-c |

- 14戦8勝
  - 主な勝鞍 セントレジャーステークス、ヨークシャーカップ、グレートボルティジュールステークス。アイルランドダービー1位入線後失格。

プレモニションは2歳（1952年）の秋にデビューした。3歳（1953年）になると、エプソム競馬場のブルーリバンドトライアルステークスやヨーク競馬場のグレートノーザンステークスに勝ち、ダービーの有力候補となった。前年に即位したエリザベス2世の戴冠式が日曜日に行われる影響で、この年（1953年）のダービーは特別に土曜日に行われた。プレモニションは、ピンザと並んで6倍の1番人気だった。これに続いたのが、エリザベス女王の持ち馬オリオールだった。ダービーにはエリザベス女王と王太后も臨席にした。女王陛下のオリオールは2着に入り、ピンザが勝ったが、プレモニションは後方のままいいところなく敗れた。
次にプレモニションはアイルランドのダービーに出走した。ゴール前はもつれ合い、プレモニションはシャミエにアタマひとつ出てゴールした。シャミエを管理するヴィンセント・オブライエン調教師の指摘により、シャミエの騎手は最後の1ハロンでプレモニションがシャミエの進路を妨害したとして異議を申し立てた。非常に長い審議が行われ、アイルランドのダービー史上初めて、決勝写真が判定に使われることになった。最終的に審判はシャミエ側の抗議を認め、プレモニションを失格と裁定した。プレモニションのロックフォート調教師（Cecil Boyd-Rochfort）はこの判定を不服とし、ゴール前のニュース映像のフィルムを入手してニューマーケットの映画館で1週間に渡って上映した。さらに、ロックフォート調教師は、これ以後管理馬をアイルランドの競馬に一切出走させなくなった。彼が、母国であるアイルランドの競馬に管理馬を送るようになったのは、12年後にアイルランドダービーに大改革が行われた時だった。
プレモニションの次の目標はセントレジャーとなった。夏にヨーク競馬場のヴォルティジュールステークスで、ダービーでは先着を許したエンパイアハニー（Empire Honey）を首差で破り、セントレジャーに11倍の人気で臨んだ。本命馬は同厩のオリオール（2.5倍）、2番人気はパリ大賞典を勝ってきたフランス馬ノーザンライト（Northerrn Light）がいた。ドンカスター競馬場には25万の観衆が押し寄せた。その中にはエリザベス女王とチャーチル首相もいた。プレモニションは直線で力強く抜け出し、後続に3馬身差をつけて優勝した。2着にフランソワ・デュプレのノーザンライトが入り、女王陛下のオリオールはさらに3馬身遅れた3着どまりだった。
プレモニションは次にフランスへ渡り、凱旋門賞に挑んだ。どちらかというと柔らかい馬場に向きスピードの出るコースが得意 なプレモニションにとってはロンシャン競馬場は相性の良さそうな競馬場だった。イギリス人は4頭目となるイギリス馬の凱旋門賞馬の誕生を信じて疑わなかった。アガ・カーン3世は4頭、マルセル・ブサックは3頭、ポール・デュボスクも2頭を送り込んだが、話題を集めたのは、イギリス人モデルの恋人を伴って現れたドイツの大富豪ハインリッヒ・フォン・ティッセン男爵で、ドイツ馬としては20年ぶりとなるニーデルレンダーを送り込んできた。このレースは道中で「ポロ競技のような」大変なラフプレーが相次ぎ、プレモニションも他馬に右後脚を蹴られて腱まで達する裂傷を負い、大きな不利を被って6着に敗れた。プレモニションのスミス騎手は、翌日狩りに出てキジを14羽、うさぎを1匹仕留めてようやく鬱憤を晴らした。レースはペースメーカーを擁してこれらのトラブルに巻き込まれなかったデュボスクが1、2着を独占することになった。
翌年、プレモニションはアスコット金杯のビッグタイトルを目指すことになった。プレモニションのために、馬主のワイアットはオズボーン（Osborne）という馬を購入して、プレモニションの調教相手とペースメーカーを務めさせることにした。オズボーンを帯同したプレモニションは、ヨークシャーカップを3馬身差で勝ち、凱旋門賞で受けた傷がすっかり癒えたことを示した。
次走のウィンストンチャーチルステークス（2マイル）で、プレモニションは1.12倍の大本命になった。ペースメーカーを務めるオズボーンのバロウズ（Royce Burrows）騎手はまだ経験が浅く、ロックフォート調教師は「可能なら2着になれ」と指示した。バロウズ騎手はオズボーンを直線まで気分よく逃げさせ、ペースメーカーの役割をよく果たしたようだったが、大きくリードを取り過ぎていて、そのまま逃げ切ってしまいそうな体勢になった。バロウズ騎手はロックフォート調教師の指示を守るため、オズボーンを抑え、必死に追い込んできたプレモニションに勝ちを譲ってアタマ差の2着でゴールした。イギリスのジョッキークラブはこれに対し、ロックフォート調教師がバロウズ騎手に不適切な指示を行い、公正な競馬を妨げたとして100ポンドの罰金を課した。ロックフォート調教師はこれを不服とし競馬界を去ることになった。
これ以後プレモニションは調子を崩し、アスコット金杯やキングジョージ6世&クイーンエリザベスステークスで惨敗して引退した。オズボーンのほうはその後大成し、グッドウッドカップとドンカスターカップを勝った。

##### 主な父系子孫
- Premonition
  - Ides of March 1957生 牡馬 ケンブリッジシャーS3着。スウェーデン種牡馬
  - Forearmed 1960生 牡馬 デューハーストステークス2着 ニュージーランド種牡馬
    - Epidaurus 1966生 牡馬  VRCニュージーランドセントレジャー

  - Goupi 1962生 牡馬 ジョッキークラブカップ、チャーチルステークス

#### アグリコラ
| アグリコラ Agricola | アグリコラ Agricola | 血統 ハリーオン系         | 血統 ハリーオン系 | 血統 ハリーオン系  |
| 性                  | 牡                  | Precipitation 1933年 栗毛 | Hurry On          | Marcovil           |
| 毛色                | 栗毛                | Precipitation 1933年 栗毛 | Hurry On          | Tout Suite         |
| 生年                | 1956                | Precipitation 1933年 栗毛 | Double Life       | Bachelor's Double  |
| 生産地              | イギリス            | Precipitation 1933年 栗毛 | Double Life       | Saint Joan         |
| 生産者              |                     | Aurora 1936年 栗毛        | Hyperion          | Gainsborough       |
| 馬主                |                     | Aurora 1936年 栗毛        | Hyperion          | Selene             |
| 調教師              |                     | Aurora 1936年 栗毛        | Rose Red          | Swynford           |
| 成績等              |                     | Aurora 1936年 栗毛        | Rose Red          | Matchetta F-No.1-w |

マサタカラと同様、名牝系のマルチェッタの系統で、アグリコラの母は1930〜40年代の代表的な名牝、オーロラ（Aurora）である。オーロラ自身は1000ギニーで2着になり、その子には、イギリス3歳チャンピオン牡馬のアクロポリス（Acropolis）、イギリス古馬チャンピオン・チャンピオンサイヤーのアリシドン（Alycidon）、コロネーションカップ優勝のボレアリス（Borealis）などがいる。
アグリコラはオーストラリアで種牡馬となり、1967/68シーズンのチャンピオンサイヤーとなった。

##### 主な父系子孫
- Agricola
  - Roman Consul 1962生 騸馬 旧ニュージーランドダービー
  - General Command 1963生 騸馬 シドニーカップ
  - El Gordo 1963生 牡馬 AJCダービー
  - Lowland 1964生 牝馬 AJCオークス、シドニーカップ、クイーンエリザベスステークス
  - Roman Consul II 1964生 騸馬 AJCオータムS

#### シェシューン
シェシューン（Sheshoon）は1956年生まれのイギリス産馬。栗毛。サンクルー大賞、ジョッキークラブゴールドカップ、バーデン大賞典など、フランス、イギリス、ドイツの長距離重賞を中心に8勝をあげた。
種牡馬としては1970年にフランスのチャンピオンサイヤーになった。
| シェシューン Sheshoon | シェシューン Sheshoon                 | 血統 ハリーオン系         | 血統 ハリーオン系 | 血統 ハリーオン系 |
| 性                    | 牡                                    | Precipitation 1933年 栗毛 | Hurry On          | Marcovil          |
| 毛色                  | 栗毛                                  | Precipitation 1933年 栗毛 | Hurry On          | Tout Suite        |
| 生年                  | 1956                                  | Precipitation 1933年 栗毛 | Double Life       | Bachelor's Double |
| 生産地                | アイルランド                          | Precipitation 1933年 栗毛 | Double Life       | Saint Joan        |
| 生産者                | アーガー・ハーン3世、アリ・カーン王子 | Noorani 1950年 栗毛       | Nearco            | Pharos            |
| 馬主                  | アーガー・ハーン4世                   | Noorani 1950年 栗毛       | Nearco            | Nogara            |
| 調教師                |                                       | Noorani 1950年 栗毛       | Empire Glory      | Singapore         |
| 成績等                | 17戦8勝                               | Noorani 1950年 栗毛       | Empire Glory      | Skyglory F-No.-   |

- 17戦8勝（※同着が1戦あるため7 1/2勝とするものもある）
  - 主な勝鞍 サンクルー大賞典、バーデン大賞典、アスコットゴールドカップ、ゴントービロン賞、カドラン賞2着

シェシューンの母ヌーラニ（Noorani）はデュークオブヨークHの優勝馬で、セントサイモン5*5×4の強い近親交配をもっている。ヌーラニにプレシピテーションが交配されて生まれたのが本馬シェシューンで、シェシューンとはアガカーンの所有牧場がある地名からとられている。シェシューンの1つ下の半弟のシャルロットヴィル（Charlottesville）は、フランスでリュパン賞、仏ダービー、パリ大賞典を勝ったフランスの名馬である。シェシューンやシャルロットヴィルが生まれた時点では、牧場の所有者はアガ・カーン3世だったが、3世の後継者になるはずだったアリ王子が1957年の5月に交通事故で急逝し、3世もその夏に死去したため、3世の孫のアガ・カーン4世が後継者となった。3世は既に優れた競走馬の生産者兼馬主として知られていたが、跡を継いだ4世にとって最初の名競走馬になるのが、シェシューンとシャルロットヴィルの兄弟だった。
シェシューンはシャルロットヴィルの1歳上の半兄とはいえ、典型的なハリーオン系の晩成型だった。弟のシャルロットヴィルのほうは3歳から頭角を現し、リュパン賞、仏ダービー、パリ大賞典を連勝してドゴール大統領に謁見した頃には、すっかりフランスを代表する競走馬になっていたので、シェシューンのほうが「シャルロットヴィルの半兄」と見られていた。

##### 競走成績
シェシューンが本格的に活躍を始めたのは古馬になってから、つまり、シャルロットヴィルがダービーやパリ大賞典を勝った頃のことである。4月にバルブヴィル賞を勝ち、続くジャンプラ賞で負けた後、5月にカドラン賞に出たシェシューンは、ゴールまであと残り50メートルというところでほとんど勝利を確実にしていた。ところがあとわずかというところで躓いたため、短頭差でルルーガルー（Le Loup Garou）に先着を許してしまった。これがシェシューンが一流の競走で能力を発揮した最初となった。
このあとシェシューンはイギリスへ渡り、アスコットゴールドカップに出た。シェシューンはこれを勝って、一流馬の仲間入りを果たした。このとき2着になったエクサー（Exar）は、この年にグッドウッドカップとドンカスターカップを勝っており、もしゴールドカップもシェシューンに敗れていなければ、長距離三冠を達成していたところだった。3着は前回煮え湯を飲まされたルルーガルーだった。
続くサンクルー大賞典では、直線に向いた時は馬群の一番後ろにいたのに、一気に全馬を差しきって6馬身差をつけて勝った。さらにゴントービロン賞を勝った後ドイツに向かい、バーデン大賞典ではドイツ古馬最強のアージオ（Agio）と3歳最強のモヒカナー（Mohikaner）をまとめて破った。
シェシューンはこのあと凱旋門賞に出た。半弟のシャルロットヴィルも出走してきたので、同馬主の両馬はカップル馬券として売られ、1.4倍の圧倒的な本命となった。凱旋門賞当日は酷い雨と風で、たいへんな重馬場になった。シェシューンはスタートで他馬にぶつけられて最後方からの競馬になった。シャルロットヴィルの方は先行して絶好の位置取りだったが、勝負どころから直線に入ると、両馬とも全くよいところがなく敗れた。あとになって、どちらもヌーラニの産駒で道悪が苦手だったとされた。
シェシューンは凱旋門賞出走の寸前に売買契約が成立しており、凱旋門賞のあとはアイルランドのキルケニーで種牡馬になった。シェシューンの勝鞍の中には同着1位の競走があるため、勝鞍数を「7 1/2勝」とする記録もある。

##### 種牡馬成績
1970年に産駒のササフラ (Sassafras) （凱旋門賞、仏ダービー、ロワイヤルオーク賞）などの活躍によって、ヨーロッパ総合のチャンピオンサイヤーになった。
主な産駒はササフラ（Sassafras 凱旋門賞、仏ダービー、ロワイヤルオーク賞）、＊プルバン（Pleben パリ大賞典、ロワイヤルオーク賞）、モンフィス（Mon Fils 2000ギニー）、オークヒル（クリテリウムドプーリッシュ）、＊スティンティノ（Stintino リュパン賞）、リバーサイド（Riverside ロワイヤリュー賞）、サモ（Samos ロワイヤルオーク賞）、フリン（Flynn ハンガリーセントレジャー）、マンチェスター（Manchester ストラスブール賞） などである。
ハリーオン系の特徴として伝わる大きな体をした産駒が多く出た。しかし一方、ハリーオン系のもう一つの特徴である、長距離向きのスタミナは、産駒にはそれほど伝わらなかった。日本へは優秀な産駒がかなり輸入され、一定の成功をおさめた。

##### シェスキイ
シェスキイはシェシューンを父とする持込馬で、日本で走り、中距離の競走を中心に活躍して1968年の最良スプリンターに選ばれた。
| シェスキイ | シェスキイ | 血統 ハリーオン系                 | 血統 ハリーオン系 | 血統 ハリーオン系 |
| 性         | 牡馬       | Sheshoon 1956年 栗毛 アイルランド | Precipitation     | Hurry On          |
| 毛色       | 栃栗毛     | Sheshoon 1956年 栗毛 アイルランド | Precipitation     | Double Life       |
| 生年       | 1963       | Sheshoon 1956年 栗毛 アイルランド | Noorani           | Nearco            |
| 生産地     | 千葉県     | Sheshoon 1956年 栗毛 アイルランド | Noorani           | Empire Glory      |
| 生産者     | ヤシマ牧場 | *インズキー 1955年 栗毛 イギリス  | *キングスベンチ   | Court Martial     |
| 馬主       | 小林庄平   | *インズキー 1955年 栗毛 イギリス  | *キングスベンチ   | King's Cross      |
| 調教師     | 大久保房松 | *インズキー 1955年 栗毛 イギリス  | Hunter's Quay     | Mustang           |
| 成績等     | 31戦15勝   | *インズキー 1955年 栗毛 イギリス  | Hunter's Quay     | Dunure F-No.4-d   |

- 2〜6歳時31戦15勝
  - 主な勝鞍 最良スプリンター。クモハタ記念2回、中山記念、毎日王冠、安田記念

シェスキイの母インズキーはアイルランドの5ハロンのレースで3勝をあげた競走馬である。祖母のハンターズキーはアイルランド1000ギニーで3着の実績があるほか、その兄弟にはアイルランドダービー優勝馬のダークウォリヤー（Dark Warrior）やアングルシーステークスの勝馬ソーチリー（Sauchrie）がいる。シェスキイはインズキーが日本に輸入された時に身ごもっていたシェシューンの仔で、千葉県で生まれて競走馬になった。なお、シェスキイはハリーオンの3×5のインブリードを持っている。シェスキイの半弟、シェスタイムも重賞勝馬になり、北海道で道営記念などに勝ち、種牡馬となっている。
シェスキイはハリーオン系らしく成長が遅く、3歳での3月にデビューした。デビュー戦を含めて5月までに4戦して3勝2着1回の成績でダービーに出ると、重賞出走経験すらなかったが28頭中5番人気になった。シェスキイは先行したが、直線に入ってからはいいところなく11着に敗れた。勝ったテイトオーは条件戦を勝ち上がるのに9戦を要してきた12番人気の穴馬で、2着にも18番人気のソロモンが入って大荒れになった。シェスキイは秋も菊花賞を5番人気で出走したが10着に敗れた。
その後、12月のクモハタ記念（1800メートル）でシェスキイは3馬身離してレコード勝ちをした。シェスキイは翌1967年にもクモハタ記念を勝って連覇を達成した。しかし、有馬記念や天皇賞といった長距離戦では大敗した。
5歳になった1968年には春に中山記念を含めて4連勝し、2500メートルの日本経済賞でも2着になった。さらにハンデ戦の安田記念では60キロを背負って本命で勝ち、秋には毎日王冠も60キロで勝った。この年、シェスキイは1600メートルから2000メートルの競走で7勝、うち重賞3勝の成績で最良スプリンターに選出された。このあと有馬記念では大敗したが、引退レースとなった1969年の正月の七草ステークスでは、61キロを背負って4キロ軽いタケシバオーを破った。これがタケシバオーの日本国内での最後の敗戦となり、タケシバオーはその後8連勝してアメリカへ渡った。
シェスキイは種牡馬になったが、最良の成績をあげた産駒はムサシシェスキー（北関東ダービー2着）にとどまった。
なお、インズキーの牝系子孫には、2014年のジャパンダートダービー優勝馬のカゼノコがいる。

##### サモ
サモ（Samos） はハリーオン系らしい典型的なステイヤーで、3歳時にロワイヤルオーク賞（3100メートル）に勝ったほか、ヨーロッパの長距離戦線で長く活躍した。イギリスではSamosという競走馬が過去にいたので、SamosIIIと表記される場合もある。
| サモ Samos | サモ Samos                 | 血統 ハリーオン系                 | 血統 ハリーオン系 | 血統 ハリーオン系 |
| 性         | 牡馬                       | Sheshoon 1956年 栗毛 アイルランド | Precipitation     | Hurry On          |
| 毛色       | 栗毛                       | Sheshoon 1956年 栗毛 アイルランド | Precipitation     | Double Life       |
| 生年       | 1964                       | Sheshoon 1956年 栗毛 アイルランド | Noorani           | Nearco            |
| 生産地     | ドイツ                     | Sheshoon 1956年 栗毛 アイルランド | Noorani           | Empire Glory      |
| 生産者     |                            | Solotänzerin 1954年 栗毛 ドイツ   | Ticino            | Athanasius        |
| 馬主       | マルジ・バチャーヌ伯爵夫人 | Solotänzerin 1954年 栗毛 ドイツ   | Ticino            | Terra             |
| 調教師     |                            | Solotänzerin 1954年 栗毛 ドイツ   | Sansovina         | Niccolo Delarca   |
| 成績等     |                            | Solotänzerin 1954年 栗毛 ドイツ   | Sansovina         | Serangela F-No.-  |

- 主な勝鞍 ロワイヤルオーク賞、ラロシェト賞、グラディアトゥール賞、ゴールドカップ2着

サモは祖母の父がハリーオン系のニコロデラルカで、ニコロデラルカはネアルコの半弟であるから、サモにはハリーオン3×5とノガラ4×4、そしてファロス4×5という込み入った近親交配が行われている。
サモは3歳の秋にラロシェト賞（3000メートル）、フランスのセントレジャーに相当するロワイヤルオーク賞に勝った。翌年（1968年）には、春のバルブヴィル賞（3100メートル）で短首差、短首差の3着になり、ジャンプラ賞（3100メートル）とアスコットゴールドカップ（4023メートル）で2着、さらにケルゴルレイ賞（3000メートル）で3着になった。これらの競走を勝ったのは全てパルダロ（Pardallo）だった。
このあとサモは2400メートルの競走に挑んだが、サンクルー大賞典（2400メートル）で6着、凱旋門賞（2400メートル）でも8着に敗れた。2400メートルではサモにとっては距離が短すぎるのは明らかだった。凱旋門賞の後、適距離にもどったグラディアトゥール賞（4800メートル）ではロシア皇太子ハンデキャップ優勝馬のメジャーローズ（Major Rose）に2馬身半差をつけて快勝した。
サモは5歳になっても走ったが、バルブヴィル賞3着、ジャンプラ賞2着、カドラン賞3着、ケルゴルレイ賞3着と善戦どまりだった。
サモはブラジルで種牡馬になり、南米で大成功して父系を広げた。その子孫は2000年代にも南米で走っている。

##### バダクシャーン
バダクシャーン（Badakshaan）はフランス産の競走馬。日本に輸出されて種牡馬になった。
| バダクシャーン Badakshaan | バダクシャーン Badakshaan | 血統 ハリーオン系                 | 血統 ハリーオン系 | 血統 ハリーオン系   |
| 性                        | 牡                        | Sheshoon 1956年 栗毛 アイルランド | Precipitation     | Hurry On            |
| 毛色                      | 鹿毛                      | Sheshoon 1956年 栗毛 アイルランド | Precipitation     | Double Life         |
| 生年                      | 1965                      | Sheshoon 1956年 栗毛 アイルランド | Noorani           | Nearco              |
| 生産地                    | フランス                  | Sheshoon 1956年 栗毛 アイルランド | Noorani           | Empire Glory        |
| 生産者                    |                           | Atalaya 1955年 鹿毛 フランス      | Auriban           | Pharis              |
| 馬主                      |                           | Atalaya 1955年 鹿毛 フランス      | Auriban           | Arriba              |
| 調教師                    |                           | Atalaya 1955年 鹿毛 フランス      | White Rose        | Goya                |
| 成績等                    | 7戦3勝                    | Atalaya 1955年 鹿毛 フランス      | White Rose        | Astronomie F-No.1-g |

- 3歳時7戦3勝
  - 主な勝鞍 シドカンペアドール賞、シーバード賞、ラヴィユドトロヴィユ賞。ラロシェト賞2着。

バダクシャーンは曾祖母にアストロノミーを持つことが血統上の最大の特徴である。アストロノミーはクロエ賞に勝った牝馬で、たくさんのチャンピオンホースの母になった。主な産駒を列挙すると、8戦全勝の名馬カラカラ（Caracalla、パリ大賞典、アスコット金杯、凱旋門賞、ロワイヤルオーク賞）、マーシャス（Marsyas、グッドウッドカップ、ドンカスターカップ、カドラン賞4回）、アーバー（Arbar、アスコット金杯、カドラン賞）、アスメナ（Asmena、オークス）などである。バダクシャーンの祖母ホワイトローズはこれらには及ばないものの、オークスの2着になっている。また、母のアタラヤはトウルビヨン3×3、サルダナパル4×4と、フランスの名馬の強い近親交配が行われている。
バダクシャーンは3歳になってデビューし、2000メートルから2600メートルの競走で3勝をあげた。引退するとすぐに日本へ送られ、新冠の浅川牧場で種牡馬になった。毎年30〜40頭の産駒に恵まれたが、その割には活躍馬は多くを残せなかった。バダクシャーンは昭和53年（1978年）5月に死んだが、最良の産駒はその後登場したファインドラゴンである。ほかに重賞で好走した産駒は南関東公営で活躍したフジノタイショー（羽田盃2着、黒潮盃3着、東京ダービー4着など）、ダイタクマイティ（阪神障害ステークス3着）である。
ファインドラゴンは3歳（1979年）の夏に本格化し、条件級から連勝していきなり金鯱賞で古馬を相手に2着になった。重馬場の神戸新聞杯ではネーハイジェットに大敗したが、続く京都新聞杯では逆にネーハイジェットを破って優勝した。菊花賞では、皐月賞馬ビンゴガルー、ダービー2着のリンドプルバンに続く3番人気となった。しかし当日は神戸新聞杯同様に重馬場となり、勝ち馬から2秒以上離された7着に終わった。年末の阪神大賞典を勝ったが、これが最後の勝鞍となった。その後5歳の正月まで走って引退した。

##### スティンティノ
スティンティノ（Stintino）はイギリス産の競走馬。フランスでリュパン賞に勝ち、日本に輸入されて種牡馬になり、成功した。
| スティンティノ Stintino | スティンティノ Stintino | 血統 ハリーオン系                 | 血統 ハリーオン系 | 血統 ハリーオン系   |
| 性                      | 牡馬                    | Sheshoon 1956年 栗毛 アイルランド | Precipitation     | Hurry On            |
| 毛色                    | 鹿毛                    | Sheshoon 1956年 栗毛 アイルランド | Precipitation     | Double Life         |
| 生年                    | 1967                    | Sheshoon 1956年 栗毛 アイルランド | Noorani           | Nearco              |
| 生産地                  | イギリス                | Sheshoon 1956年 栗毛 アイルランド | Noorani           | Empire Glory        |
| 生産者                  |                         | Cynara 1958年 芦毛 イギリス       | Grey Sovereign    | Nasrullah           |
| 馬主                    |                         | Cynara 1958年 芦毛 イギリス       | Grey Sovereign    | Kong                |
| 調教師                  |                         | Cynara 1958年 芦毛 イギリス       | Ladycroft         | Portlaw             |
| 成績等                  | 12戦5勝                 | Cynara 1958年 芦毛 イギリス       | Ladycroft         | Cosmobelle F-No.1-n |

- 2〜4歳時12戦5勝
  - 主な勝鞍 リュパン賞、ギシュ賞、シャンティイ賞、クリテリウムドサンクルー、トレパ賞、イギリスダービー3着、キングジョージ6世&クイーンエリザベスステークス4着

スティンティノは2歳戦でデビューし、2000メートルのクリテリウムドサンクルーなど2戦2勝で2歳シーズンを終えた。
3歳になるとギシュ賞、リュパン賞（2100メートル）を勝ち、イスパーン賞で3着になった後、イギリスのダービーへ向かった。この年のイギリスダービーの本命は2歳チャンピオンのニジンスキーだったが、ニジンスキーには距離の不安があり、この馬としては人気を落としていた。スティンティノは後方から進み、最後の直線半ばから、一番外からニジンスキーと並んで一気に追い込んだ。残り100メートルほどでは、ジル、ニジンスキー、スティンティノの3頭がほぼ横一線になったが、そこからニジンスキーが一気に抜けだして2馬身半差をつけた。スティンティノはジルに続いて3着になった。このあとスティンティノは秋のシャンティイ賞（2200メートル）を勝った。
4歳になると春のガネー賞で3着になったほか、コロネーションカップで2着、キングジョージ6世&クイーンエリザベスステークスでは4着になった。
その年のうちに、スティンティノは日本に売却されて種牡馬になった。日本ではシンジケートが組まれ、毎年70、80頭の牝馬に種付けされ、例年にわたって50頭以上の産駒がデビューした。産駒のうち最も活躍したのは南関東で走ったチョウヨオエース で、2600メートルの東京王冠賞を後方からまくって優勝した。ほかにはフラワーカップを勝ってオークスで4着になったファーストマイティ、朝日杯3歳ステークスで2着になったスズフタバ、東海中日スポーツ杯に勝ったシゲルオーが出た。しかし、産駒の傾向としては一流にあと一歩足りないという子が多く、重賞の2、3着馬を多く出した。産駒の中では、8歳で準オープンの福島テレビ杯に勝つなど10勝をあげ、逃げ馬として長く活躍したイクエヒカルが種牡馬になったものの、特筆すべき成績は出していない。スティンティノは、母の父としてはウイニングスマイル（GII時代のスプリンターズステークス）、アイノフェザー（クイーンカップ）、アブクマレディー（クラスターカップ）、マルタカトウコウなど1200m〜1600mでの活躍馬を輩出した。

##### プルバン
プルバン（Pleben）はイギリス産の競走馬。フランス人調教師のもとで走り、パリ大賞典、ロワイヤルオーク賞の二冠を制した。引退後、日本へ輸出されて種牡馬になった。産駒には日本ダービー2着のリンドプルバンなどが出た。馬主は社交界の有名人、ド・リード男爵。
| プルバン Pleban | プルバン Pleban | 血統 ハリーオン系                 | 血統 ハリーオン系 | 血統 ハリーオン系 |
| 性              | 牡              | Sheshoon 1956年 栗毛 アイルランド | Precipitation     | Hurry On          |
| 毛色            | 栗毛            | Sheshoon 1956年 栗毛 アイルランド | Precipitation     | Double Life       |
| 生年            | 1969            | Sheshoon 1956年 栗毛 アイルランド | Noorani           | Nearco            |
| 生産地          | イギリス        | Sheshoon 1956年 栗毛 アイルランド | Noorani           | Empire Glory      |
| 生産者          |                 | Devastating 1960年 栗毛 イギリス  | Honeyway          | Fairway           |
| 馬主            | Baron de Rede   | Devastating 1960年 栗毛 イギリス  | Honeyway          | Honey Buzzard     |
| 調教師          |                 | Devastating 1960年 栗毛 イギリス  | Fascinating       | Big Game          |
| 成績等          | 10戦3勝         | Devastating 1960年 栗毛 イギリス  | Fascinating       | Neartic F-No.12-c |

- 10戦3勝
  - 主な勝鞍 パリ大賞典G1、ロワイヤルオーク賞G1、カドラン賞2着

プルバンは3歳の時（1972年）に3000メートル時代のパリ大賞典、3100メートルのロワイヤルオーク賞を勝った。どちらもフランスのクラシック競走だが、いずれも長距離の部類に入る競走で、プルバンは4000メートルのカドラン賞でも2着になっており、典型的なステイヤータイプだった。この年、プルバンはほかにも凱旋門賞（2400メートル）でも2着になっている。
馬主のド・リード男爵はスイス生まれで、オーストリア＝ハンガリー二重帝国時代の銀行家のローゼンブルク家に由来する爵位を持っていた。彼はホテル王としてフランスで大成功したが、派手な衣装で着飾り社交界で注目を集めた。プルバンが活躍した1972年にはインターナショナル・ベストドレッサーの殿堂入りをしている。プルバンのほかにも、この年のド・リード男爵の所有馬はレスクース（Rescousse）が仏オークスを勝っている。
プルバンは日本で種牡馬になった。日本ダービーでハナ差の2着になったリンドプルバンや阪神大賞典を勝ったアリーナオーを出した。プルバンの種付け料は120万円で、これは同時代のコントライト（100万）、サンシー（100万）などよりも高く、テスコボーイ（140万） に匹敵する。母の父としては小倉大賞典などに勝ったワイドバトルを出している。

##### リンドプルバン
リンドプルバン（1976年3月19日 - 2004年12月6日）は日本の競走馬、乗用馬。日本ダービーで、大きな不利を受けながらハナ差の2着になったことで有名。ほかには高松宮杯や鳴尾記念に勝っている。
| リンドプルバン | リンドプルバン         | 血統 ハリーオン系               | 血統 ハリーオン系 | 血統 ハリーオン系        |
| 性             | 牡                     | *プルバン 1969年 栗毛 イギリス  | Sheshonn          | Precipitation            |
| 毛色           | 鹿毛                   | *プルバン 1969年 栗毛 イギリス  | Sheshonn          | Noorani                  |
| 生年           | 1976                   | *プルバン 1969年 栗毛 イギリス  | Devastating       | Honeyway                 |
| 生産地         | 北海道・三石町         | *プルバン 1969年 栗毛 イギリス  | Devastating       | Fascinating              |
| 生産者         | 米田牧場               | ムーンクローバ 1965年 鹿毛 日本 | ハクリョウ        | *プリメロ                |
| 馬主           | 株式会社デルマークラブ | ムーンクローバ 1965年 鹿毛 日本 | ハクリョウ        | 第四バッカナムビューチー |
| 調教師         | 三上恒芳               | ムーンクローバ 1965年 鹿毛 日本 | ミスキンカ        | *ヒンドスタン            |
| 成績等         | 35戦5勝                | ムーンクローバ 1965年 鹿毛 日本 | ミスキンカ        | 第弐ミカヅキ F-No.-      |

- 2〜6歳時35戦5勝
  - 主な勝鞍 高松宮杯、鳴尾記念、日本ダービー2着

リンドプルバンは、後にリンドシェーバーやエーピーインディで日米のG1競走を勝つ鶴巻智徳がデルマークラブの名義で走らせた競走馬である。
リンドプルバンは抽せん馬で、2歳の6月になって新馬戦のシーズンが始まると同時に出走した。しかし、2歳時は10戦して最良の着順が3着まで、3歳になって3戦目でようやく初勝利をあげた。春に2勝目をあげ、4月末の条件戦を5馬身差で勝ち上がると日本ダービーに出走した。
この年のダービーは大本命が不在で人気が割れており、リンドプルバンも条件戦を勝ったばかりながら、他の有力馬と未対戦の未知の魅力から26頭中8番人気となり「第二のタケホープ」とも言われた。最後の直線で一番内側からほぼ先頭へ抜けだしたが、テルテンリュウとカツラノハイセイコの2頭が一番外側から大きく斜行してリンドプルバンの進路を塞ぐ形になった。リンドプルバンはほぼ立ち上がる格好になる不利を受けたが、残り50メートルで進路を確保して再び追い上げ、先頭のカツラノハイセイコに並んだところがゴールだった。斜行の加害馬のうち、テルテンリュウには先着していたことと、もう1頭の加害馬であったカツラノハイセイコにもゴール手前で逆転寸前にまで追い上げたため、両馬は失格とはならなかった（審議の実施の有無については不明）。10分ほどにも及ぶ長い写真判定の末、カツラノハイセイコが優勝、2着リンドプルバンとの着差はハナ差と発表された。走破タイムは当時のレコード記録になった。
リンドプルバンは菊花賞や有馬記念にも出走したが、1年ほど勝鞍がなく、4歳の春に鳴尾記念（2400メートル）でようやく重賞に勝った。続く天皇賞（春）では2番人気に支持されたが、混戦の9着に敗れた。この年の夏に高松宮杯（2000メートル）に優勝して重賞2勝目としたが、これが最後の勝鞍となった。その後、6歳まで走って引退した。
引退後は、中山競馬場内の中山乗馬クラブで乗馬、誘導馬となり、その後はJRA日高育成牧場で余生を過ごした。2004年に心不全のため死亡した。

##### モンフィス
モンフィス（Mon Fils） はシェシューンの産駒で、1973年にイギリス2000ギニーに勝ち、産駒のなかで最初のイギリスのクラシック勝馬になった。
| モンフィス Mon Fils | モンフィス Mon Fils | 血統 ハリーオン系                 | 血統 ハリーオン系 | 血統 ハリーオン系 |
| 性                  | 牡                  | Sheshoon 1956年 栗毛 アイルランド | Precipitation     | Hurry On          |
| 毛色                | 鹿毛                | Sheshoon 1956年 栗毛 アイルランド | Precipitation     | Double Life       |
| 生年                | 1970                | Sheshoon 1956年 栗毛 アイルランド | Noorani           | Nearco            |
| 生産地              | イギリス            | Sheshoon 1956年 栗毛 アイルランド | Noorani           | Empire Glory      |
| 生産者              | J. Davis            | Now What 1956年 鹿毛 イギリス     | Premonition       | Precipitation     |
| 馬主                | Mrs. Brenda Davis   | Now What 1956年 鹿毛 イギリス     | Premonition       | Trial Ground      |
| 調教師              | Richard Hannon      | Now What 1956年 鹿毛 イギリス     | Orange Flash      | Court Martial     |
| 成績等              | 10戦3勝             | Now What 1956年 鹿毛 イギリス     | Orange Flash      | Nonats F-No.1-g   |

- 10戦3勝
  - 主な勝鞍 2000ギニーG1、ミルリーフステークスG2

モンフィスの生産者・所有者はデーヴィス夫妻で、その血統はプレシピテーション2×3という、現代の常識からすると強い近親交配が特徴的である。ほかにも、ハリーオンの近親交配（3×4×5）、ファラリスの近親交配（5×6×6） も有しており、かなり極端な近親交配が強調された血統である。モンフィスはイギリス南西部のウィルトシャー州エヴァレーの若手調教師、リチャード・ハンノンに預託された。
1972年にモンフィスは2歳でデビューし、その年は7戦4勝の成績を残した。そのうち最も大きな競走での勝利は6ハロンのミルリーフステークス（G2）である。そのほか、チェザムステークスで2着、オブザーヴァーゴールドカップ（G1）では着外だった。この年のフリーハンデではオブザーヴァーゴールドカップの優勝馬で2歳チャンピオンのノーブルデクリー（Noble Decree）から14ポンド（約6.3キログラム）低い116ポンド（52.6キログラム）の評価を与えられた。
3歳（1973年）になると、ニューベリー競馬場の7ハロン（1408メートル）の直線で行われるグリーナムステークスで3着に入り、直線コースで行われる春の2000ギニーへ出走した。モンフィスは51倍と人気がなかった。雨の影響で不良馬場になり、モンフィスはスタート同時に先手を取った。じきに、ノーブルデクリー（Noble Decree）が先頭を奪ったが、モンフィスも差のない2番手をずっとついていき、最後に内側から伸びてノーブルデクリーと並んでゴールした。写真判定の結果、アタマ差でモンフィスが優勝した。リチャード調教師は1992年、2010年、2011年に全英最優秀調教師に選ばれるほどの成績をあげることになるが、モンフィスでの2000ギニー優勝は、リチャード調教師にとって初めてのイギリスクラシック優勝だった。
スタミナ系で名高いハリーオン系であることからモンフィスはダービーでさらに期待を集めることになった が、堅い馬場と距離に阻まれて25頭立ての18着に敗れた。ダービー敗戦後、モンフィスはアイルランドのヴィンセント・オブライエン調教師のもとへ送られた。しかし脚部不安から結局それ以降1戦もしないまま引退した。
モンフィスは種牡馬になり、すぐにフランスへ輸出された。

##### シェシューンの主な父系子孫
- Sheshoon
  - Sassafras  1967生 牡馬 次項参照
  - シェスキイ 1963生 牡馬 最良スプリンター
  - Samos 1964生 牡馬 ロワイヤルオーク賞
    - Samiko 1971生 牡馬
      - El Santarem 1978生 牡馬 伯ダービーG1
      - Endykid 1982生 牡馬 サンパウロジョッキークラブ大賞G1

    - Campero 1977生 牡馬 5月25日大賞G1、7月9日大賞G1、ローマ賞G1
      - Bien Bacan 1987生 牡馬
        - Bien Guapo 1993生 牡馬 ウルグアイ2000ギニーG1

  - *バダクシャーン 1965生 牡馬
    - ファインドラゴン 1976生 牡馬 京都新聞杯、阪神大賞典

  - Riverside 1966生 牝馬ロワイヤリュー賞
  - Vela 1967生 牝馬 クリテリウムデプーリッシュ
  - *スティンティノ 1967生 牡馬 リュパン賞
    - イクエヒカル 1978生 牡馬 種牡馬
    - チョウヨオエース 1982生 牡馬 東京王冠賞

  - *プルバン 牡馬 1969生 パリ大賞典 ロワイヤルオーク賞 凱旋門賞2着
    - リンドプルバン 牡馬 1976年 日本ダービー2着
    - アリーナオー 牡馬 1978生 阪神大賞典

  - Mon Fils 1970生 牡馬 2000ギニー
  - Oak Hill 1972生 牝馬 クリテリウムデプーリッシュ

### プレシピテーションの主な父系子孫
*太字は各国のチャンピオンサイヤー。
*「英」はイギリス、「仏」はフランス、「愛」はアイルランド、「伊」はイタリア、「伯」はブラジル、「NZ」はニュージーランド、「豪」はオーストラリア
- Precipitation 1933生 牡馬 アスコット金杯
  - Furioso 1939生 牡馬 馬術界の大種牡馬
  - Preciptic 1942生 牡馬
    - Hasty Cloud 1958生 牡馬 エイプリルハンデ
      - Kiwi Can 1968生 騸馬 イースターハンデ

  - Chamossaire 1942生 牡馬 セントレジャー 英チャンピオンサイヤー
    - Cambremer 1953生 牡馬 セントレジャー
    - *ユアハイネス 1958生 牡馬 愛ダービー
    - *シャミエ 1967生 牡馬 愛ダービー
      - Chamour 1957生 愛ダービー

    - Santa Clause 1961生 牡馬 英ダービー、愛ダービー
      - Reindeer 1966生 牡馬 愛セントレジャー

  - Airborne 1943生 牡馬 英ダービー、セントレジャー
    - Nephos 1950生 牡馬
      - Mahi 1965生 牝馬 ギリシアダービー

  - Count Rendered 1945生 牡馬
    - Syntax 1952生 牡馬 グレートノーザンダービー

  - Summertime 1946生 牡馬 NZチャンピオンサイヤー
    - *ヤサカ 1952生 牡馬 京都杯2回、毎日杯、朝日CC
      - カネツセーキ 1959生 牡馬 最優秀2歳牡馬・最良スプリンター

    - Sobig 1961生 牡馬 グレートノーザンダービー
      - Think Big 1970生 騸馬 メルボルンカップ2回

  - Supreme Court 1948生 牡馬 Kジョージ6世&QエリザベスS
    - Pipe of Peace 1954生 牡馬 ミドルパークS
      - Always There 1965生 牡馬 VRCダービー

    - *ゼモングース 1955生 牡馬
      - ニューカイモン 1969生 牡馬 東海桜花賞

    - Ancient Lights 1957 牡馬 デューハーストステークス
      - Altier 1967 牡馬 伯・共和国大統領大賞

    - *テストケイス 1958 牡馬 ジムクラックS
      - Ben Lomond 1964 牡馬 ニュージーランド3歳チャンピオン
      - イシノマサル 1972 牡馬 京都大賞典

    - King's Son 1958 牡馬
      - Mansoor 1969 騸馬 インドダービー

  - Premonition 1950生 牡馬 セントレジャー
  - Agricola 1956生 牡馬 豪チャンピオンサイヤー
  - Sheshoon 1956生 牡馬 サンクルー大賞典 仏チャンピオンサイヤー
    - シェスキイ 1963生 牡馬 最良スプリンター
    - Samos 1964生 牡馬 ロワイヤルオーク賞
      - Samiko 1971 牡馬
        - El Santarem 1978 伯ダービー

    - *バダクシャーン 1965 牡馬
      - ファインドラゴン 1976 牡馬 京都新聞杯、阪神大賞典

    - *スティンティノ 1967 牡馬 リュパン賞
      - チョウヨオエース 1982 牡馬 東京王冠賞

    - *プルバン 1969 牡馬 パリ大賞典
      - リンドプルバン 1976 牡馬 日本ダービー2着

    - Mon Fils 1970 牡馬 2000ギニー

  - Sassafras 1967 牡馬 凱旋門賞、仏ダービー、ロワイヤルオーク賞

## ササフラの系統

### ササフラ
ササフラ（Sassafras）はアイルランドで生産された競走馬。馬主は生産者でアイルランド人のアーパド・プレシ夫人。ササフラはフランスの厩舎に入って、すべてフランス国内で走った。凱旋門賞で名馬ニジンスキーに初めて土をつけたことで知られている。
| ササフラ Sassafras | ササフラ Sassafras            | 血統 ハリーオン系                 | 血統 ハリーオン系 | 血統 ハリーオン系  |
| 性                 | 牡                            | Sheshoon 1956年 栗毛 アイルランド | Precipitation     | Hurry On           |
| 毛色               | 鹿毛                          | Sheshoon 1956年 栗毛 アイルランド | Precipitation     | Double Life        |
| 生年               | 1967                          | Sheshoon 1956年 栗毛 アイルランド | Noorani           | Nearco             |
| 生産地             | フランス                      | Sheshoon 1956年 栗毛 アイルランド | Noorani           | Empire Glory       |
| 生産者             | プレシ夫妻（Dollanstown牧場） | Ruta 1960年 鹿毛 フランス         | Ratification      | Court Martial      |
| 馬主               | アーパド・プレシ夫人          | Ruta 1960年 鹿毛 フランス         | Ratification      | Solesa             |
| 調教師             | F. Mathet                     | Ruta 1960年 鹿毛 フランス         | Dame d'Atour      | Cranach            |
| 成績等             | 11戦6勝                       | Ruta 1960年 鹿毛 フランス         | Dame d'Atour      | Barley Corn F-No.- |

- 11戦6勝
  - 主な勝鞍 フランスダービーG1、凱旋門賞G1、ロワイヤルオーク賞G1

ササフラ自身は、ハリーオン3×5×5の近親交配によって誕生した。このほか、ゲインズボロー5×5×5という近親交配もある。

#### 競走成績
フランスダービーを勝ち、ロワイヤルオーク賞は繰上優勝、さらに凱旋門賞でイギリス三冠馬のニジンスキーを破って優勝した。この年、もっぱらササフラが稼いだ賞金によって父シェシューンは全ヨーロッパの総合リーディングサイヤー1位になった。

#### 種牡馬成績
ササフラはイギリスで種牡馬になった。アンリバラフルを筆頭に、何頭も重賞勝馬を出した。それらは主にイギリス国外へ輸出され、現地で優秀な種牡馬になった。特に南米ではこの系統が大きく発展することになった。
1980年には牝馬のマルモラーダ（Marmolada）がイタリアでリディアテシオ賞、イタリアオークス、フェデリコテシオ賞などに勝ち、牡馬のロタール（Lotar）もイタリアセントレージャーに勝った。この結果ササフラは1980年のイタリアのチャンピオンサイヤーになった。
ハリーオン系のなかでは、21世紀に入っても継続的に活躍馬が出ている唯一の系統がササフラの子孫である。

#### ホクエイワン
ホクエイワン は日本の競走馬。
| ホクエイワン | ホクエイワン | 血統 ハリーオン系                     | 血統 ハリーオン系 | 血統 ハリーオン系 |
| 性           | 牡           | Sassafras 1967年 鹿毛 アイルランド    | Sheshoon          | Precipitation     |
| 毛色         | 鹿毛         | Sassafras 1967年 鹿毛 アイルランド    | Sheshoon          | Noorani           |
| 生年         | 1972         | Sassafras 1967年 鹿毛 アイルランド    | Ruta              | Ratification      |
| 生産地       | 北海道・鵡川 | Sassafras 1967年 鹿毛 アイルランド    | Ruta              | Dame d'Atour      |
| 生産者       | 北英牧場     | ヒルクライマー 1962年 黒鹿毛 イギリス | Hill Gail         | Bull Lea          |
| 馬主         |              | ヒルクライマー 1962年 黒鹿毛 イギリス | Hill Gail         | Jane Gail         |
| 調教師       |              | ヒルクライマー 1962年 黒鹿毛 イギリス | Machan            | Big Game          |
| 成績等       | 67戦10勝     | ヒルクライマー 1962年 黒鹿毛 イギリス | Machan            | Superior F-No.3-b |

ホクエイワンは持込馬。2歳から9歳まで走り、10勝をあげた。重賞での成績はアメリカジョッキークラブカップ5着が最良の成績だった。引退後は種牡馬になった。

#### アンリルバラフル
アンリルバラフル（Henri le Balafre）はフランスの競走馬。ロワイヤルオーク賞に勝った。ブラジルで種牡馬になると多くの重賞勝馬を出し、大成功した。
| アンリルバラフル Henri le Balafre | アンリルバラフル Henri le Balafre  | 血統 ハリーオン系                  | 血統 ハリーオン系 | 血統 ハリーオン系 |
| 性                                | 牡                                 | Sassafras 1967年 鹿毛 アイルランド | Sheshoon          | Precipitation     |
| 毛色                              | 鹿毛                               | Sassafras 1967年 鹿毛 アイルランド | Sheshoon          | Noorani           |
| 生年                              | 1972                               | Sassafras 1967年 鹿毛 アイルランド | Ruta              | Ratification      |
| 生産地                            | フランス                           | Sassafras 1967年 鹿毛 アイルランド | Ruta              | Dame d'Atour      |
| 生産者                            |                                    | Galoibinka 1960年 鹿毛 フランス    | Tamerlane         | Oersian Gulf      |
| 馬主                              | C. Puerari → M. de Moussac         | Galoibinka 1960年 鹿毛 フランス    | Tamerlane         | Eastern Empress   |
| 調教師                            | François Mathet → R. de Mony-Pajol | Galoibinka 1960年 鹿毛 フランス    | Rhenane           | Tanerko           |
| 成績等                            | 15戦5勝                            | Galoibinka 1960年 鹿毛 フランス    | Rhenane           | Rhea F-No.4-n     |

アンリルバラフルはフランスで走り、春にG2フォンテーヌブロー賞で2着になった。9月にロワイヤルオーク賞G1（3100メートル）に優勝し、この競走の父子制覇となった。10月にはイタリアへ遠征し、ローマ賞G1（2500メートル）で同着優勝となった。このほかフランスでリヨン大賞（2200メートル）に勝っている。
引退後はブラジルで種牡馬になり、大成功した。特に産駒のチグノンラフレ（Thignon  Lafré）は2年連続でブラジルの年度代表馬になり、種牡馬としても大成功した。Thignon  Lafréの産駒にはダービー馬Ballxiza、サンパウロ三冠馬ロシーニョ（Roxinho）、ブラジル年度代表馬チグノンボーイ（Thignon Boy）などを輩出し、これらは2013年現在も現役種牡馬である。

##### チグノンラフレ
チグノンラフレ（Thignon  Lafré）はブラジルの競走馬。2年連続でブラジルの年度代表馬となる活躍をし、種牡馬としても年度代表馬やサンパウロ三冠馬を輩出している。
| チグノンラフレ Thignon Lafré | チグノンラフレ Thignon Lafré | 血統 ハリーオン系                     | 血統 ハリーオン系 | 血統 ハリーオン系 |
| 性                           | 牡                           | Henri le Balafre 1972年 鹿毛 フランス | Sassafras         | Sheshoon          |
| 毛色                         | 鹿毛                         | Henri le Balafre 1972年 鹿毛 フランス | Sassafras         | Ruta              |
| 生年                         | 1987                         | Henri le Balafre 1972年 鹿毛 フランス | Galoibinka        | Tamerlane         |
| 生産地                       | ブラジル                     | Henri le Balafre 1972年 鹿毛 フランス | Galoibinka        | Rhenane           |
| 生産者                       | Malurica牧場                 | Mignon 1976年 鹿毛 ブラジル           | Earldom           | Princequillo      |
| 馬主                         | Malurica牧場                 | Mignon 1976年 鹿毛 ブラジル           | Earldom           | Pink Velvet       |
| 調教師                       |                              | Mignon 1976年 鹿毛 ブラジル           | Risota            | Jolly Joker       |
| 成績等                       |                              | Mignon 1976年 鹿毛 ブラジル           | Risota            | Duna F-No.-       |

チグノンラフレはサンパウロ大賞G1、ダービーパウリスタ大賞G1、サンパウロジョッキークラブ大賞の3つのG1競走に勝った。1990年と1991年の2年連続でブラジルの年度代表馬に選出された。
種牡馬となって、サンパウロ三冠馬のロシーニョ（Roxinho）やブラジル年度代表馬チグノンボーイ（Thignon Boy）などを出している。

##### ロシーニョ
ロシーニョ（Roxinho）はブラジルの競走馬。サンパウロ三冠を制覇し、2002年にブラジルの年度代表馬になった。
| ロシーニョ Roxinho | ロシーニョ Roxinho                             | 血統 ハリーオン系                  | 血統 ハリーオン系 | 血統 ハリーオン系 |
| 性                 | 牡                                             | Thignon Lafré 1987年 鹿毛 ブラジル | Henri le Balafre  | Sassafras         |
| 毛色               | 栗毛                                           | Thignon Lafré 1987年 鹿毛 ブラジル | Henri le Balafre  | Galoibinka        |
| 生年               | 1998                                           | Thignon Lafré 1987年 鹿毛 ブラジル | Mignon            | Earldom           |
| 生産地             | ブラジル                                       | Thignon Lafré 1987年 鹿毛 ブラジル | Mignon            | Risota            |
| 生産者             | Valente牧場（Haras Valente）                   | Miss Bob 1976年 鹿毛 ブラジル      | Especulante       | Practicante       |
| 馬主               | Taj Mahal牧場（Stud Taj Mahal）、Earle I. Mack | Miss Bob 1976年 鹿毛 ブラジル      | Especulante       | Elevacion         |
| 調教師             |                                                | Miss Bob 1976年 鹿毛 ブラジル      | Elluff            | Lunard            |
| 成績等             |                                                | Miss Bob 1976年 鹿毛 ブラジル      | Elluff            | Tuft F-No.-       |

ロシーニョは2001年に、イピランガ大賞（1600メートル）、サンパウロジョッキークラブ大賞（2000メートル）、ダービーパウリスタ大賞（2400メートル）を勝ち、「サンパウロ三冠」を達成した。ロシーニョはこの2001/02シーズンの年度代表馬にも選出された。
その後ロシーニョはブッシュ政権時代に駐フィンランド大使を務めたアール・マック（en:Earle I. Mack）に売却されて北米へ拠点を移し、トリステートハンデキャップやシカモアブリーダーズカップステークス（G3）に勝ち、種牡馬になった。

##### チグノンボーイ
チグノンボーイ（Thignon Boy）はブラジルの競走馬。2005年にブラジルの年度代表馬になった。
| チグノンボーイ Thignon Boy | チグノンボーイ Thignon Boy   | 血統 ハリーオン系                    | 血統 ハリーオン系 | 血統 ハリーオン系 |
| 性                         | 牡                           | Thignon Lafré 1987年 鹿毛 ブラジル   | Henri le Balafre  | Sassafras         |
| 毛色                       | 栗毛                         | Thignon Lafré 1987年 鹿毛 ブラジル   | Henri le Balafre  | Galoibinka        |
| 生年                       | 2000                         | Thignon Lafré 1987年 鹿毛 ブラジル   | Mignon            | Earldom           |
| 生産地                     | ブラジル                     | Thignon Lafré 1987年 鹿毛 ブラジル   | Mignon            | Risota            |
| 生産者                     | Valente牧場（Haras Valente） | Betina Girl 1993年 鹿毛 アルゼンチン | Mat-Boy           | Matun             |
| 馬主                       | Valente牧場（Haras Valente） | Betina Girl 1993年 鹿毛 アルゼンチン | Mat-Boy           | Boyera            |
| 調教師                     |                              | Betina Girl 1993年 鹿毛 アルゼンチン | Ma Bentingage     | Mountdrago        |
| 成績等                     |                              | Betina Girl 1993年 鹿毛 アルゼンチン | Ma Bentingage     | Benares F-No.-    |

チグノンボーイは、ブラジル大賞G1、ABCPCCカップ大賞（Grande Premio Copa ABCPCC - Matias Machline）G1、オズワルドアラーニャ大賞（Grande Premio Oswaldo Aranha）G1などに勝ち、ブラジルの2004/05シーズンの年度代表馬と最優秀古馬、最優秀ステイヤーに選出された。その後、フランスやUAEで調教を積み、ドバイでの出走を目指していたが、結局出走しないまま引退してブラジルで種牡馬になった。

##### アンリルバラフルの主な父系子孫
- Henri le Balafre
  - As de Pique 1979生 サンパウロ大賞
  - Ken Graf 1983生 サンパウロ大賞
  - La Greve 1986生 牝馬 ダイアナ大賞
  - Henry Junior 1982生 コンサグラカオ大賞
  - Thignon Lafre 1987生 牡馬 伯年度代表馬 ダービーパウリスタ大賞G1、サンパウロ大賞G1、サンパウロジョッキークラブ大賞G1
    - Ballxiza 1995生 ダービーパウリスタ大賞
    - Roxinho 1998生 牡馬 サンパウロ三冠馬（ダービーパウリスタ大賞G1、イピランガ大賞G1、サンパウロジョッキークラブ大賞G1）
    - Thignon Boy 2000生 牡馬 伯年度代表馬 ブラジル大賞典G1、ABCPCC大賞G1、オズヴァルドアラニャ大賞G1

#### ベイヌーン
ベイヌーン（Baynoun）はアイルランド産の競走馬。ブラジルで種牡馬になると、マッチベター、サンドピットという2頭の国際的な一流馬をはじめ、多くの活躍馬を出した。
| ベイヌーン Baynoun | ベイヌーン Baynoun     | 血統 ハリーオン系                  | 血統 ハリーオン系 | 血統 ハリーオン系 |
| 性                 | 牡                     | Sassafras 1967年 鹿毛 アイルランド | Sheshoon          | Precipitation     |
| 毛色               | 鹿毛                   | Sassafras 1967年 鹿毛 アイルランド | Sheshoon          | Noorani           |
| 生年               | 1981                   | Sassafras 1967年 鹿毛 アイルランド | Ruta              | Ratification      |
| 生産地             | アイルランド           | Sassafras 1967年 鹿毛 アイルランド | Ruta              | Dame d'Atour      |
| 生産者             |                        | Busarella 1974年 鹿毛 フランス     | Busted            | Crepello          |
| 馬主               | アガ・カーン4世        | Busarella 1974年 鹿毛 フランス     | Busted            | San le Sou        |
| 調教師             | R. F. Johnson Houghton | Busarella 1974年 鹿毛 フランス     | Danarella         | Dan Cupid         |
| 成績等             | 9戦5勝                 | Busarella 1974年 鹿毛 フランス     | Danarella         | Arbela F-No.4-n   |

ベイヌーンは、アガ・カーン4世の所有馬で、3歳時（1984年）の初夏にクイーンズヴェース（約3218メートル）を4馬身差で勝って上級ステイヤーの仲間入りをした。8月にはジェフリーフリアステークス（約2444メートル）を3馬身差で勝った。ベイヌーンは9月のセントレジャーでは2番人気に支持されたが、コマンチラン（Commanche Run）に1馬身半及ばず2着に敗れた。
ベイヌーンは翌年も走ったが、ジョンポーターステークスで入着しただけに終わった。
ベイヌーンは種牡馬になると、ブラジルで17世代の産駒を送り出し、その中から36頭の重賞勝馬が出て、大成功した。なかでも、1989年生まれの産駒からは、マッチベター（Much Better）とサンドピット（Sandpit）という世界クラスの一流馬が出た。サンドピットはブラジルで3歳チャンピオンになったあとアメリカへ移籍し、アメリカの芝のG1競走をいくつも勝った。1994年と95年にはジャパンカップへ遠征を行い、1994年には1番人気になるほどの注目を集めた。マッチベターはブラジルの年度代表馬を2回とるほどの活躍をし、1994年にフランスの凱旋門賞へも遠征した。

##### 主な産駒
- マッチベター（Much Better） - ブラジル年度代表馬2回
- サンドピット（Sandpit） - オークツリー招待 (G1)、シーザーズ国際H（G1）ほか
- ファンタスティック（Funtastic） - リオデジャネイロ州大賞（GP Estado do Rio de Janeiro）G1、ブラジルジョッキークラブ大賞（GP Jockey Club Brasileiro）G1
- Paraguaio - GP Joao Borges Filho (G2) 2回

#### マッチベター
マッチベター（Much Better）はブラジル産の競走馬。1990年代にブラジルの年度代表馬に2度選出され、種牡馬としても成功したが、5シーズンの供用後、2001年に死亡した。
| マッチベター Much Better | マッチベター Much Better | 血統 ハリーオン系                  | 血統 ハリーオン系 | 血統 ハリーオン系  |
| 性                       | 牡                       | Baynoun 1981年 鹿毛 アイルランド   | Sassafras         | Sheshoon           |
| 毛色                     | 鹿毛                     | Baynoun 1981年 鹿毛 アイルランド   | Sassafras         | Ruta               |
| 生年                     | 1989                     | Baynoun 1981年 鹿毛 アイルランド   | Busarella         | Busted             |
| 生産地                   | ブラジル                 | Baynoun 1981年 鹿毛 アイルランド   | Busarella         | Danarella          |
| 生産者                   | J. B. Barros牧場         | Charming Doll 1979年 鹿毛 ブラジル | Brac              | Aristophanes       |
| 馬主                     | T.N.T. Stud              | Charming Doll 1979年 鹿毛 ブラジル | Brac              | Adriatica          |
| 調教師                   | João Luiz Maciel         | Charming Doll 1979年 鹿毛 ブラジル | Pintora           | Novo Mundo         |
| 成績等                   | 27戦10勝                 | Charming Doll 1979年 鹿毛 ブラジル | Pintora           | Graciosa F-No.13-c |

マッチベターはブラジルの競走馬で、1994年3月にアルゼンチンで行われたラテンアメリカ・ジョッキークラブ協会大賞に優勝した。5月にはサンパウロ大賞、8月にブラジル大賞を勝ち、秋にはフランスの凱旋門賞に遠征したが20頭中14着に大敗した。しかし帰国後、12月にアルゼンチンで行われるカルロスペレグリーニ大賞に勝ち、南米チャンピオンの座を守り、この年のブラジル年度代表馬に輝いた。
その後、マッチベターは1995年のチリ開催のラテンアメリカジョッキークラブ協会大賞では敗れたが、1996年に地元ブラジルのガベア競馬場で開催のラテンアメリカジョッキークラブ協会大賞に勝ち、この年、再びブラジル年度代表馬に選出された。
マッチベターはその後種牡馬になったが、5世代の産駒を残して2001年に死亡した。しかし数少ない世代から、ヒーローズサン（Hero's Son）などのG1勝馬が出た。

##### 主な勝鞍
- ブラジル年度代表馬（2回）
- ラテンアメリカ・ジョッキークラブ協会大賞（GP Associacion LatinoAmericana De Jockey Clubs、G1）2回、カルロスペレグリーニ大賞（亜G1）、ブラジル大賞典（伯G1）、サンパウロ大賞典（伯G1）、7月16日賞（伯G2）、GP Antonio Joaquim Peixoto de Castro Jr（伯G2）、Presidente Arthur da Costa e Silva大賞（伯G3）[160]

##### 主な産駒
- Hero's Son - ベントゴンサルベス大賞（GP Bento Gonçalves）2回-伯G1
- Istbestand - ABCPCCマティアスマシュリーニ大賞（GP.ABCPCC-Matias Machline）-伯G1
- Davide - ポージャデポトリージョス（Polla de Potrillos）-ウルグアイG1（国内G1）
- Mamangava - Jose Guathemozin Nogueira大賞 伯G1

#### サンドピット
サンドピット（Sandpit）はブラジル産の競走馬。ブラジルで大レースに勝ち、北米へ移籍すると芝の中長距離のG1戦をいくつも勝った。1994年・1995年の秋にはジャパンカップで来日し、1994年には1番人気になった。
| サンドピット Sandpit | サンドピット Sandpit                          | 血統 ハリーオン系                | 血統 ハリーオン系 | 血統 ハリーオン系   |
| 性                   | 牡                                            | Baynoun 1981年 鹿毛 アイルランド | Sassafras         | Sheshoon            |
| 毛色                 | 栗毛                                          | Baynoun 1981年 鹿毛 アイルランド | Sassafras         | Ruta                |
| 生年                 | 1989                                          | Baynoun 1981年 鹿毛 アイルランド | Busarella         | Busted              |
| 生産地               | ブラジル                                      | Baynoun 1981年 鹿毛 アイルランド | Busarella         | Danarella           |
| 生産者               | Sao Jose de Serra牧場                         | Sand Dancer 1979年 栗毛 フランス | Green Dancer      | Nijinsky            |
| 馬主                 | Sierra Thoroughbreds（アメリカ移籍後）        | Sand Dancer 1979年 栗毛 フランス | Green Dancer      | Green Valley        |
| 調教師               | リチャード・マンデラ調教師（アメリカ移籍後）※ | Sand Dancer 1979年 栗毛 フランス | Sinope            | Aureole             |
| 成績等               | 40戦14勝                                      | Sand Dancer 1979年 栗毛 フランス | Sinope            | Suffisante F-No.7-e |

※ブラジル時代の調教師はM・Carvalho、J・L・Maciel、
サンドピットは1992年の秋に、リネオパウラマシャド大賞（G1）に勝ち、ダービーパウリスタ大賞で2着になった。年が明けるとクルゼイロドスル大賞G1、フランシスコエドゥアルドパウラマシャド大賞、ABCPCCマティアスマシュリーニ大賞などに勝ち、1993年のブラジルの3歳チャンピオンになった。
サンドピットは1994年からは北米に移籍した。マンデラ調教師のもとで調教を積み、10月にはG1競走のオークツリー招待ステークスを勝った。サンドピットはその後、日本のジャパンカップに遠征した。サンドピットは1番人気に支持されたが、5着に敗れた。
翌1995年には、アメリカで春にサンルイレイハンデ（G1）に勝った。6月から7月にかけて、「東海岸シリーズ」をなすシーザース国際ハンデ（G1）とシーザースパレスターフチャンピオンシップハンデ（G2）を連勝し、東海岸シリーズ制覇のボーナスを獲得した。この年の後半戦は8月のアーリントンミリオンステークス、10月のオークツリー招待ステークスで2着になったあと、ジャパンカップに再来日し、3番人気になったが8着に敗れた。
サンドピットはその後も1997年までシーズンを通して走り、ハリウッドターフハンデ（G1）やシーザス国際ハンデ（G1）に勝った。1997年にはドバイワールドカップで3着になっている。
サンドピットは1998年から種牡馬になったが、2003年に死亡した。

##### ブラジルでの主な勝鞍
- ブラジル3歳チャンピオン
- リネオパウラマシャド大賞（GP Linneo de Paula Machado）伯G1
- クルゼイロドスル大賞（GP Cruzeiro do Sul）伯G1
- フランシスコエドゥアルドパウラマシャド大賞（GP Francisco Eduardo de Paula Machado）伯G1
- ABCPCCマティアスマシュリーニ大賞（GP ABCPCC-Matias Machline）伯G1
- ダービーパウリスタ大賞2着

##### 北米時代の主な勝鞍
- オークツリー招待ステークス（G1）
- サンルイレイハンデ（G1）
- シーザース国際ハンデ（G1）2回
- ハリウッドターフハンデ（G1）
- シーザースパレスターフチャンピオンシップハンデ（G2）
- サンマルコスハンデ（G2）
- アーリントンミリオンステークス（G1）2着2回、3着1回
- オークツリー招待ステークス（G1）2着
- サンタアニタハンデキャップ（G1）2着
- ドバイワールドカップ3着
- ジャパンカップ（G1）5着

##### 種牡馬成績
1998年から2003年まで供用、2003年秋に死亡。

### ササフラの主な父系子孫
- Sassafras
  - *ホクエイワン 1972生
  - Henri le Balafre 1972生 牡馬 ロワイヤルオーク賞
    - As de Pique 1979生 牡馬 サンパウロ大賞G1、オズワルドアラーニャ大賞G1
      - Espanhola Rica 1990生 牝馬 OSAF大賞G1

    - Quintus Ferus 1980生 牡馬 イピランガ大賞G1
      - Horowicks 1995生 牡馬 ベントゴンサルベス大賞G1
      - Cone Sul 1992生 牡馬 サンパウロジョッキークラブ大賞G1

    - Ken Graf 1983生 牡馬 サンパウロ大賞
    - Thignon Lafre 1987生 牡馬 サンパウロ大賞G1 ダービーパウリスタ大賞G1 サンパウロジョッキークラブ大賞G1
      - Ballxiza 1995生 牡馬 ダービーパウリスタ大賞
      - Roxinho 1998生 牡馬 サンパウロ三冠馬（イピランガ大賞、サンパウロジョッキークラブ大賞、ダービーパウリスタ大賞）

  - Dom Alaric 1974生 牡馬 ドーヴィル大賞典G2、ナイアガラハンデG3、プリンスローズ大賞
  - Naasiri 1975生 グレフュール賞
  - Lotar 1977 牡馬 イタリアセントレジャー
  - Marmolada 1977 牝馬 イタリアオークス、リディアテシオ賞、フェデリコテシオ賞
  - Sorabancies 1979生 プリオロ賞
  - Baynoun 1981生
    - *サンドピット 1989生 牡馬 シーザース国際H2回、ハリウッドターフH、オークツリー招待S
    - Much Better 1989生 牡馬 ブラジル年度代表馬2回
      - Istbestand 1998生 ABCPCCマティアスマシュリーニ大賞

## ハリーオン系の父系子孫概観図
英＝イギリス 愛＝アイルランド、伊＝イタリア、新＝ニュージーランド、伯＝ブラジル、亜＝アルゼンチン、秘＝ペルー、太字は各国のチャンピオンサイヤー。
- Hurry On 牡馬 英チャンピオンサイヤー
  - Plack 牝馬 英1000ギニー
  - Toboggan 牝馬 英オークス
  - Cresta Run 牝馬 英1000ギニー
  - Captain Cuttle 牡馬 1919 英ダービー
    - Boveney 牡馬 1929 南アフリカチャンピオンサイヤー
      - Peran Wisa 牡馬 1948 喜望峰ダービー

    - Pilade 牡馬 1930 伊ダービー 伊チャンピオンサイヤー
      - Zliten 牡馬 1938 伊ジョッキークラブ大賞

  - Hunting Song 牡馬 1919 新チャンピオンサイヤー
  - Town Guard 牡馬 1920
    - Clever Boy 牡馬 1929 伯ジョッキークラブ大賞

  - Coronach 牡馬 1923 英2・3歳チャンピオン 英ダービー 英セントレジャー
    - Jacopa del Sellaio 牝馬 1929 伊四冠牝馬
    - Montorose 牡馬 1930 南アフリカチャンピオンサイヤー
    - Corrida 牝馬 1932 凱旋門賞2回
    - Niccolo Dell'Arca 牡馬 1938 伊チャンピオンサイヤー
      - Daumier 牡馬 1948 伊ダービー
      - Daemon 牡馬 1952 智チャンピオンサイヤー

    - Cranach 牡馬 1938
      - Bramble 牡馬 1952
      - Violoncelle 牡馬 1946 サンクルー大賞典
      - Flute Enchantee 牝馬 1950 ドーヴィル大賞典

  - Call Boy 牡馬 1924 英ダービー
  - *クイッケロ 牡馬 1924
    - メリーユートピア 牝馬 1930 日本ダービー2着

  - Cyclonic 牡馬 1925
  - Defoe 牡馬 1926
    - Defaulter 牡馬 1935 新ダービー
    - Footmark 牡馬 1934
      - *ダブルマーク 牡馬 1951 大井記念

  - Hunter's Moon 牡馬 1926
    - Postin 牡馬 1940 秘チャンピオンサイヤー
      - Rio Pallanga 1952牡馬 ペルー三冠馬
      - Pamplona 1956 牝馬 ペルー四冠馬

    - Half Crown 1942 牝馬 亜1000ギニー

  - Precipitation 1933 牡馬 ゴールドカップ
    - Furioso
    - Chamossaire 1942 牡馬 英チャンピオンサイヤー
      - Cambremer 1953 牡馬 英セントレジャー
      - *ユアハイネス 1958 牡馬 愛ダービー
        - ケイタカシ 大阪杯

      - Santa Claus 1961 牡馬 英ダービー 愛ダービー
      - *シャミエ 1950 牡馬 愛ダービー
        - Chamour 牡馬 愛ダービー

    - Airborne 1943 牡馬 英ダービー
    - Count Rendered 1945 牡馬 新チャンピオンサイヤー
    - Summertime 1946 牡馬 新チャンピオンサイヤー
      - *ヤサカ 1952 牡馬 京都杯2回、朝日CC、毎日杯
        - カネツセーキ 1959 牡馬 最優秀2歳牡馬・最良スプリンター
        - ネイチブランナー 京阪杯 天皇賞2着

      - Sobig 1961 牡馬 新グレートノーザンダービー
        - Think Big 1970 騸馬 メルボルンカップ2回

      - Summer Fair 1958 牡馬 AJCダービー

    - Supreme Court 1948 牡馬 Kジョージ6世&QエリザベスS
      - Pipe of Peace 1954 牡馬 ミドルパークS
        - Piper's Son 1959 牡馬 豪メトロポリタンH
        - Always There 1965 牡馬 VRCダービー

      - *ゼモングース 1955 牡馬
        - ニューカイモン 1969 牡馬 東海桜花賞

      - *テストケイス 1958 牡馬
        - Ben Lomond 1964 牡馬 新3歳チャンピオン
        - Counsel 1971 牡馬 新2歳チャンピオン
        - イシノマサル 1972 牡馬 京都大賞典

      - King's Son 1958 牡馬
        - Mansoor 1969 騸馬 インドダービー

    - Shesoon 1956 牡馬 仏チャンピオンサイヤー
      - *シェスキイ 1963 牡馬 最良スプリンター
      - Samos 1964 牡馬 ロワイヤルオーク賞
        - Campero 1977 牡馬 5月25日大賞
          - Bien Bacan 1987 牡馬
            - Bien Guapo 1993 牡馬 ウルグアイ2000ギニー

      - *スティンティノ 1967 牡馬 リュパン賞
        - チュウヨオエース 1982 牡馬 東京王冠賞

      - Sassafras 1967 牡馬 凱旋門賞 伊チャンピオンサイヤー
        - Henri le Balafre 1972 牡馬 ロワイヤルオーク賞
          - Thignon Lafré 1987 牡馬 ブラジル年度代表馬
            - Roxinho 1998 牡馬 ブラジル年度代表馬
            - Thignon Boy 2000 牡馬 ブラジル年度代表馬

        - Baynoun 1981 牡馬 セントレジャー2着
          - Much Better 1989 牡馬 ブラジル年度代表馬
            - Istbestand 1998 牡馬 ABCPCCマティアスマシュリーニ大賞

          - *サンドピット 1989 牡馬 オークツリー招待ステークス

      - *プルバン 1969 牡馬 パリ大賞典
        - リンドプルバン 1976 牡馬 日本ダービー2着

      - Mon Fils 1970 牡馬 2000ギニー

    - Agricola 1956 牡馬 豪チャンピオンサイヤー

### ハリーオン系全体に関する包括的な出典
- 『競馬 サラブレッドの生産および英国競馬小史』デニス・クレイグ著、マイルズ・ネーピア改訂、佐藤正人訳、中央競馬ピーアールセンター刊、1986、p173-177 ハリーオンからプレシピテーションまで
- 『最新名馬の血統 種牡馬系統のすべて』山野浩一著、明文社刊、1970、1982、p314-321 ハリーオン系
- サラブレッド・ヘリテイジ ハリーオン
- 『別冊週刊読売 特集日本のサラブレッド』昭和50年5月号、読売新聞社刊、1975、p103-105 短距離系と長距離系

### 血統・成績に関する包括的な出典
- 『Family Tables of Racinghorses Vol.IV』サラブレッド血統センター編、日本中央競馬会・日本軽種馬協会刊、2003
- 『サラブレッド血統大系★★★★』,サラブレッド血統センター,1997 - 特に日本関連
- 『Register of Throughbred Stallions of New Zealand Vol.IX』,The New Zealand Throughbred Breeder's Association(Inc),New Zealand Blood-Horse Ltd.,1976 - 特にオセアニア関連